# Wilhelm von Humboldt

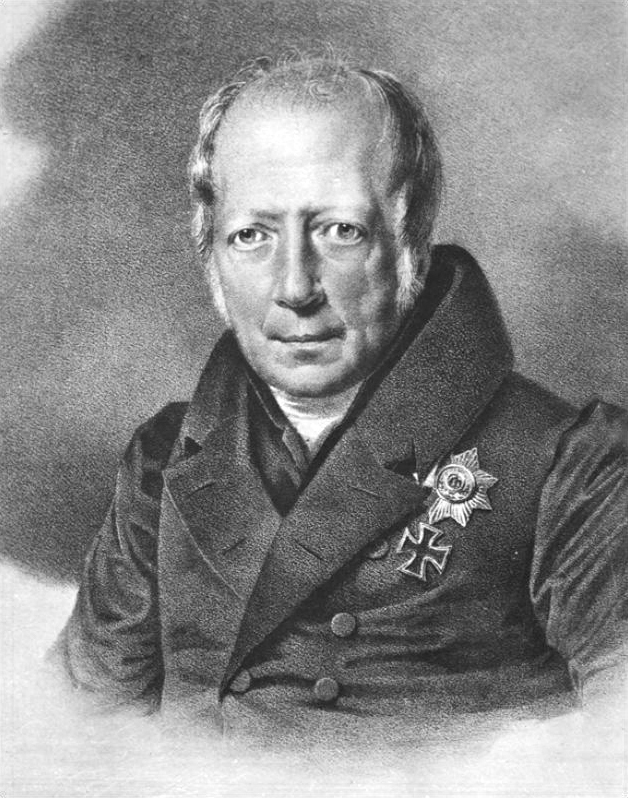
Wilhelm von Humboldt (Lithographie von Friedrich Oldermann nach einem Gemälde von Franz Krüger)

Friedrich Wilhelm Christian Carl Ferdinand von Humboldt (* 22. Juni 1767 in Potsdam; † 8. April 1835 in Tegel) war ein preußischer Gelehrter, Schriftsteller und Staatsmann. Als Bildungsreformer initiierte er die Neuorganisation des Bildungswesens im Geiste des Neuhumanismus, formte das nach ihm benannte humboldtsche Bildungsideal und betrieb die Gründung der Friedrich-Wilhelms-Universität Berlin.
Zusammen mit seinem Bruder Alexander von Humboldt zählt er zu den großen, fortwirkend einflussreichen Persönlichkeiten in der deutschen Kulturgeschichte. Während Alexander dabei vor allem der erd- und naturwissenschaftlichen Forschung neue Horizonte erschlossen hat, lagen die Schwerpunkte für Wilhelm in der Beschäftigung mit kulturwissenschaftlichen Zusammenhängen wie der Bildungsproblematik, der Staatstheorie, der analytischen Betrachtung von Sprache, Literatur und Kunst sowie in aktiver politischer Mitgestaltung als Reformmotor im Schul- und Universitätswesen und als preußischer Diplomat.
Entgegen der zur Zeit der Aufklärung nicht unüblichen Ausrichtung von Politik, Kultur, Wissenschaft und Erziehungswesen am Allgemeinwohl definierte Wilhelm von Humboldt als oberste Aufgabe des Menschen die Bildung der eigenen Individualität und Persönlichkeit. Dabei ging es ihm um „die höchste und proportionierlichste Ausbildung aller menschlichen Kräfte zu einem Ganzen“.

## Biographie

### Herkunft und Jugend

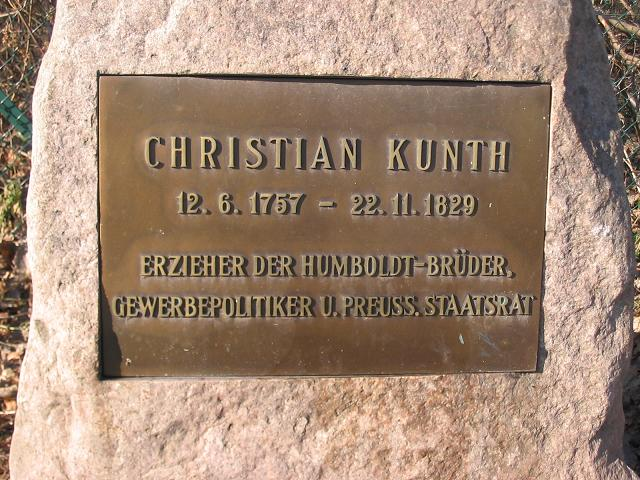
Gedenkstein für Gottlob Johann Christian Kunth, Erzieher der Humboldt-Brüder

In der väterlichen Linie waren die Humboldt-Brüder Sprösslinge pommerscher Vorfahren aus dem Bürgertum. Ihr Großvater Hans Paul Humboldt wurde Kapitän im preußischen Militär und wegen seiner Verdienste 1738 auf eigenes Ersuchen in den Adelsstand erhoben. Dessen Sohn Alexander Georg von Humboldt (1720–1779) wurde nach seinem Ausscheiden aus dem Heeresdienst auf Geheiß Friedrichs des Großen Kammerherr bei der Gemahlin des Thronfolgers bis zum Scheitern dieser Ehe 1769. Bereits 1766 hatte Alexander Georg die vermögende Witwe hugenottischer Herkunft Elisabeth von Holwede, geborene Colomb, geheiratet und war durch sie in den Besitz von Schloss Tegel gelangt. An der Ausbildung der Söhne Wilhelm und Alexander auf dem Tegeler Gut – winters in der Berliner Stadtwohnung, da das Schloss nur schwer beheizbar war – wurde nicht gespart.
Als Hauslehrer engagierten die Eltern unter anderem renommierte Persönlichkeiten wie Joachim Heinrich Campe und Johann Jacob Engel, ab 1777 für mehr als zehn Jahre Gottlob Johann Christian Kunth, der den Erziehungsplan koordinierte und den Unterricht der verschiedenen Fachlehrer beaufsichtigte. Kunth, der sich auch hinsichtlich der Gutsverwaltung eine Vertrauensstellung bei den Humboldts erworben hatte, wurde nach dem Tod seines Brotherrn 1779 zum unentbehrlichen Berater der erneut verwitweten Frau von Humboldt und dann auch zum Vermögensverwalter der beiden Halbwaisen. Wilhelm von Humboldt wiederum förderte später Kunths Aufstieg zum Mitarbeiter des Freiherrn vom Stein in der preußischen Reformära und erfüllte ihm nach seinem Tode 1829 den Wunsch, in der Nähe des Familiengrabs der Humboldts in Tegel beigesetzt zu werden.
Schon als 13-Jähriger soll Wilhelm von Humboldt Griechisch, Latein und Französisch gesprochen haben und mit wichtigen Autoren der jeweiligen Literatur vertraut gewesen sein. Sein enormer Studienfleiß weckte nicht selten Besorgnis bei ihm Nahestehenden. Ab 1785 verkehrten die Humboldt-Brüder in Kreisen der Berliner Aufklärung. In Vorbereitung auf die Universitätsstudien nahmen die Brüder auf Vermittlung Kunths an Privatvorlesungen beispielsweise in Nationalökonomie und Statistik, Naturrecht und Philosophie teil. Im Zusammenhang damit gelangten sie auch in das Haus des vielseitig interessierten Arztes Marcus Herz, der als Anhänger Immanuel Kants philosophische und physikalische Vorlesungen hielt, sowie in den Salon seiner Frau Henriette Herz, zu der Wilhelm zeitweise eine schwärmerische Zuneigung fasste. Dort lernten die Brüder unter anderem Moses Mendelssohn kennen, studierten gemeinsam die Schriften Kants und diskutieren über die Frage: Was ist Aufklärung? In den folgenden Jahren erhielten sie Privatunterricht von Christian Wilhelm von Dohm über den Welthandel. Wilhelm lernte von Ernst Ferdinand Klein die Grundzüge des Naturrechts und bei Johann Jakob Engel Begriffs- und Urteilslogik. Auch in die Schriften von John Locke und David Hume wurde er von Engel eingeführt.
Als Mitglied in ihrem „Bund der Freunde“, einem von vielen damals existierenden Tugendbünden, zu dem sowohl eine Satzung als auch eine Geheimschrift gehörte, kam Wilhelm späterhin in Kontakt mit Caroline von Dacheröden, die dem Bund als auswärtiges Mitglied gleichfalls angehörte.
Das Ziel der anspruchsvollen Ausbildung ihrer Söhne lag für die Mutter darin, sie für einflussreiche Staatsämter zu qualifizieren. Wilhelm war für ein Studium der Rechtswissenschaften vorgesehen, Alexander für Staatswirtschaftslehre, die als Kameralia firmierte. Noch unter Kunths Obhut begannen die Brüder ihr jeweiliges Studium an der Brandenburgischen Universität Frankfurt, die Wilhelm aber nach einem Semester verließ, um sich im Frühjahr 1788 an der Georg-August-Universität Göttingen zu immatrikulieren.

### Bildungsreisen, Eheschließung und Umgang mit den Weimarer Klassikern (1788–1797)

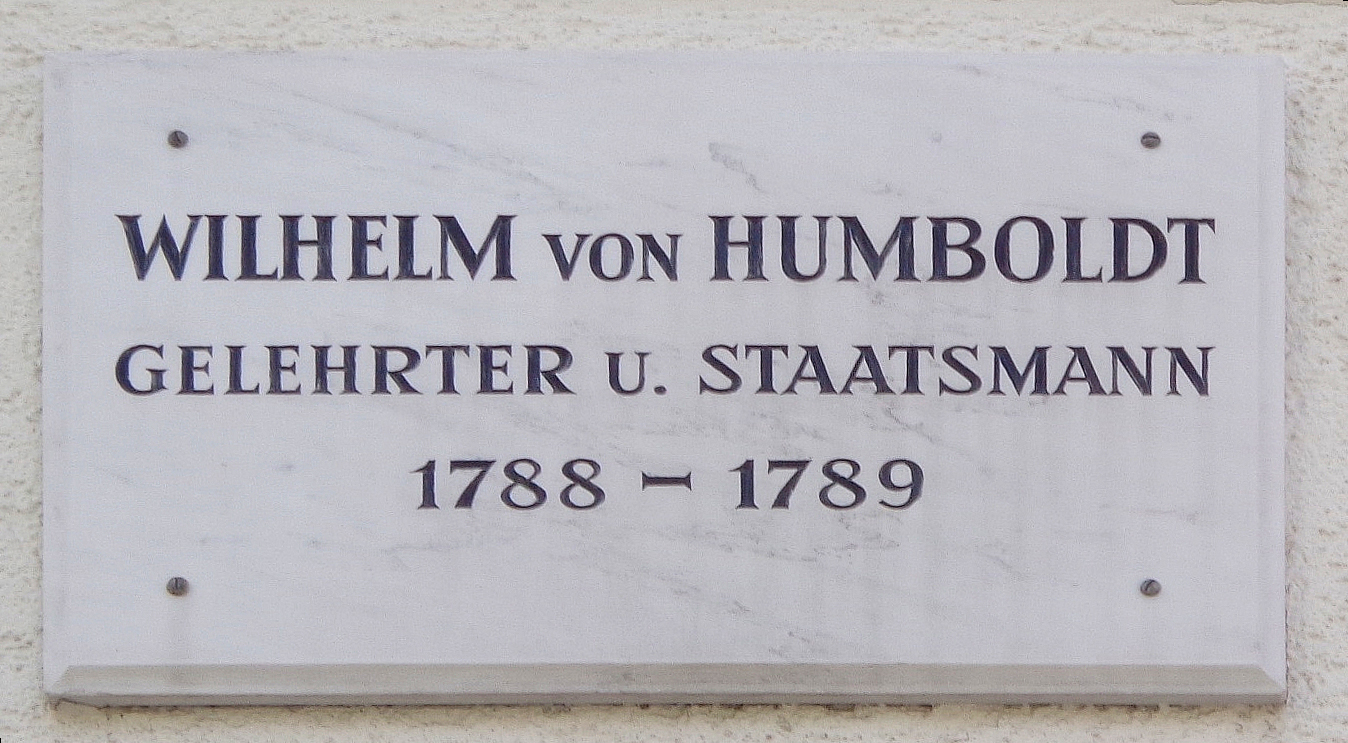
Göttinger Gedenktafel für Wilhelm von Humboldt

In Göttingen löste sich Humboldt aus den vorgegebenen Bahnen und folgte fortan eigenen Impulsen, Interessen und Einsichten. Im Studium widmete er sich weniger der Jurisprudenz und mehr der Philosophie, der Geschichte und den alten Sprachen. Dabei besuchte er auch Veranstaltungen von Kapazitäten wie dem Experimentalphysiker Lichtenberg und dem klassischen Philologen Heyne. Zudem befasste er sich unter anderem mit Naturgeschichte und setzte sich intensiv mit Kants Schriften auseinander.
1788 war auch das Jahr, in dem er Caroline von Dacheröden kennenlernte, die er 1791 in Erfurt heiratete. Mit ihrem überlieferten Briefwechsel, für den ein von beiden Eheleuten gepflegter Ton wechselseitiger Idealisierung bezeichnend ist, schufen Caroline und Wilhelm von Humboldt ein Orientierungsmuster des Geschlechterverhältnisses für das deutsche Bürgertum im 19. und noch im 20. Jahrhundert. Dabei führten beide eine „offene Ehe“. Humboldts Konzept der optimalen individuellen Entfaltung schloss den Anspruch ein, die eigene Sexualität mit wechselnden Partnerinnen auch aus dem käuflichen Milieu ausleben zu können. Bekannt ist sein Verhältnis mit Johanna Motherby, Gattin des Arztes William Motherby, in Königsberg. Carolines mehrjähriger Hausfreund in Jena und auf Reisen war Wilhelm von Burgsdorff (1772–1822).
Von seinem Studienort Göttingen aus unternahm Humboldt noch gegen Ende des Jahres 1788 eine Reise über Kassel, Marburg und Gießen in die Rhein-Main-Gegend, bei der er u. a. einige Tage in Mainz mit dem Weltumsegler Georg Forster und seiner Frau Therese verbrachte. Mit dem sensualistischen Philosophen Friedrich Heinrich Jacobi trat er nach Besuch auf dessen Gut Pempelfort, damals vor den Toren Düsseldorfs, in eine anhaltende Verbindung. Im Sommer 1789 brach er zu einer weiteren Reise auf, die ihn gemeinsam mit seinem vormaligen Lehrer Campe am 3. August in das revolutionäre Paris führte. Tags darauf wurde per Dekret der Verfassunggebenden Nationalversammlung das Feudalsystem abgeschafft. Humboldt besuchte sowohl eine Sitzung der neuen Volksvertretung als auch die kürzlich vom Volk gestürmte Bastille, wobei er sich anders als der von der Revolutionsbegeisterung mitgerissene Campe eher als nüchterner Beobachter gab. Jenseits des Revolutionsgeschehens interessierte er sich einerseits für Kunst und Architektur, andererseits auch für Spitäler, Gefängnisse und für die Lage der Pariser Waisenkinder, die er in einem Findelhaus aufsuchte. In seinen Notizen heißt es:

„Alle Laster entspringen beinah aus dem Mißverhältnis der Armut gegen den Reichtum. In einem Lande, worin durchaus ein allgemeiner Wohlstand herrschte, würde es wenig oder gar keine Verbrechen geben. Darum ist kein Teil der Staatsverwaltung so wichtig als der, welcher für die physischen Bedürfnisse der Untertanen sorgt.“

Nach der Abreise von Paris Ende August setzte Humboldt die Reise noch bis zum November des Jahres mit einem längeren Aufenthalt in der Schweiz fort. Als Folge seiner Reiseerfahrungen kann ein Bedürfnis nach regelmäßigem Wechsel seiner äußeren Umwelt angenommen werden, nach Wohnortwechseln über Ländergrenzen hinweg. Humboldt selbst äußerte später: „Der Grundsatz, daß man in vielen Lagen aller Art gewesen sein müsse, ist so fest in mir, daß mir jede, in der ich noch nicht war, schon darum angenehm ist.“
Über die Weihnachtstage 1789 hielt sich Wilhelm von Humboldt mit seiner Verlobten in Weimar auf und hatte dort erste Begegnungen mit Friedrich Schiller und Johann Wolfgang von Goethe. Anfang 1790 trat er nach Beendigung des viersemestrigen Studiums in den Staatsdienst und erhielt eine Anstellung im Justizdepartement, wo er für die Richterlaufbahn ausgebildet wurde, zugleich aber die Zusatzqualifikation für den diplomatischen Dienst erwarb. Schon im Mai 1791 suchte er mit Hinweis auf Familienumstände um seine Entlassung nach, sei es, dass ihm die Ausübung des Richteramts unter dem Eindruck gegenaufklärerischer Tendenzen im preußischen Staatswesen zuwider war, sei es, dass seine anderweitig entwickelten Neigungen den Ausschlag gaben oder dass er die Anstellung nur betrieben hatte, um vor seiner Mutter und vor seinem Schwiegervater in spe, dem Kammerpräsidenten von Dacheröden, zu bestehen.
Nach der Hochzeit in Erfurt am 29. Juni 1791 lebte das junge Paar während der darauffolgenden zweieinhalb Jahre auf den Dacheröden’schen Gütern in Thüringen, wo Humboldt nun mit Caroline seine Studien der altgriechischen Sprache, Kultur, Kunst und Philosophie fortsetzte und in regem Gedankenaustausch mit dem Hallenser Altphilologen Friedrich August Wolf vertiefte. Die Beschäftigung mit der Antike diente ihm zu dem Zweck „der philosophischen Kenntnis des Menschen überhaupt“. Den griechischen Geist begriff er „als Ideal desselben, was wir selbst sein und hervorbringen möchten“. 1793 entstand die Schrift Über das Studium des Altertums und des Griechischen insbesondere, die seinen betonten Philhellenismus zeigt, gegen dessen Alleingültigkeitsanspruch selbst Schiller Vorbehalte hatte.

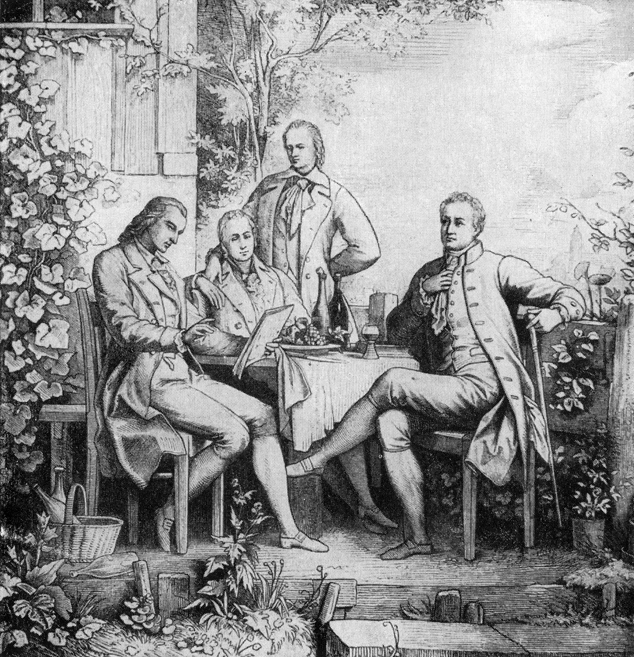
Wilhelm (2. v. l.) mit Schiller, seinem Bruder Alexander und Goethe in Jena

Mit seiner für die geistesgeschichtliche Epoche des Neuhumanismus charakteristischen Hochschätzung des antiken Griechentums und mit seiner weitreichenden Kenntnis zeigte sich Humboldt bereits als „‚Juniorpartner‘ der deutschen Klassik“, als er im Februar 1794 mit der jungen Familie an Schillers damalige Wirkungsstätte nach Jena umzog. Die Rolle, die er fortan zunächst Schiller, dann auch Goethe gegenüber spielte, war die des scharfen Analytikers, konstruktiven Kritikers und versierten Ratgebers, der unter anderem auf Schillers Balladen und sein Wallenstein-Drama ebenso kunstverständig einging wie auf Goethes Herrmann und Dorothea.
Über Humboldts idealisierendes Bekenntnis zum antiken Griechenland und seinen nachfolgenden Einfluss auf das deutsche Bildungswesen urteilt Peter Berglar: „Obwohl Humboldt sich an Tiefe nicht mit Goethe, an Dynamik nicht mit Schiller und an Schöpferkraft mit beiden nicht von Ferne messen konnte, hat doch gerade er vielleicht den stärksten, sicher aber den längsten Einfluß auf die deutsche Entwicklung genommen.“ Bis April 1797 währte das enge Miteinander Humboldts mit Schiller in Jena, an dem auch sein Bruder Alexander regelmäßig teilnahm. Es wurde länger unterbrochen durch Reisen und Aufenthalte Wilhelms in Berlin und Tegel von Mitte 1795 bis zum Tod Elisabeths von Humboldt im November 1796, deren Vermögen auf die Söhne überging und diese materiell unabhängig machte. Während Wilhelm Schloss Tegel übernahm, kam Alexander nun zu dem Kapital, mit dem er seine amerikanische Forschungsreise finanzierte.

### Privatier in Paris und Preußens Gesandter in Rom (1797–1808)
Als Humboldt an Silvester 1797 in seinem Tagebuch zurückblickte, erschien ihm die Periode von Mitte 1795 bis zum gerade zurückliegenden Spätherbst als die schlimmste seines bisherigen Lebens. Daran hatten nicht nur Erfahrungen von Krankheit und Tod im engsten Umfeld Anteil. Der intensive Ideenaustausch mit Schiller und die zunehmende Nähe auch zu Goethe hatten Humboldt einerseits fasziniert, ihn andererseits aber auch an Grenzen und zu Selbstzweifeln geführt. Als er mit seinem Vorhaben, die Entwicklung des menschlichen Geistes umfassend darzustellen, in Ansätzen stecken blieb, klagte er Schiller gegenüber, es fehle ihm an „der Kraft, die ihren Gegenstand mit Leidenschaft angreift, die von ihm fortgerissen wird und dauernd an ihm festhängt – an Genie.“ Schiller führte das in seiner Erwiderung auf ein für Humboldt charakteristisches „Übergewicht des urteilenden Vermögens über das frei bildende“ bzw. über die Erfindung zurück: „Ihr Subject wird Ihnen zu schnell Object und doch muss alles auch im wissenschaftlichen nur durch das subjective Wirken verrichtet werden.“
Humboldt suchte in der Folge neue geeignete Felder für die Entfaltung und Vervollkommnung seiner Anlagen. Da durch Napoleons Italien-Feldzug das bevorzugte Reisewunschziel aus Sicherheitsgründen vorerst entfiel, zog er mit seiner Familie für vier Jahre in das noch immer von der Revolution bewegte, aber für auswärtige Besucher wieder aufgeschlossene Paris. Dort machte Humboldt eine Reihe intensiver und anregender Bekanntschaften, wie beispielsweise die des Abbé Sieyès, von Mme. de Staël und des Revolutionsmalers David. Wieder ging es um die Erweiterung des eigenen geistigen Horizonts im Gespräch mit führenden Köpfen der Zeit, „immer geleitet von dem Bestreben, in ihre jeweilige Welt einzudringen und von der Begegnung mit ihr zu profitieren.“ Von Paris aus unternahm er 1799 mit Caroline, drei Kindern und diversen Bedienten sowie 1801 ohne die Familie zwei längere Reisen nach Spanien, die sich langfristig vor allem hinsichtlich der sprachwissenschaftlichen Studien des Baskischen für ihn als ertragreich erwiesen. Erst diese Herausforderung durch eine Sprache, „die in Deutschland niemand kannte und die offenbar durch ihre vorindogermanischen Wurzeln so anders als alle bekannten Sprachen gebaut war, daß sich eine Beschäftigung mit ihrer Grammatik in besonderer Weise lohnte, wenn man dem Verhältnis von Denken und Sprache nachgehen wollte“, so Michael Maurer, habe den großen Sprachforscher Humboldt hervorgebracht.

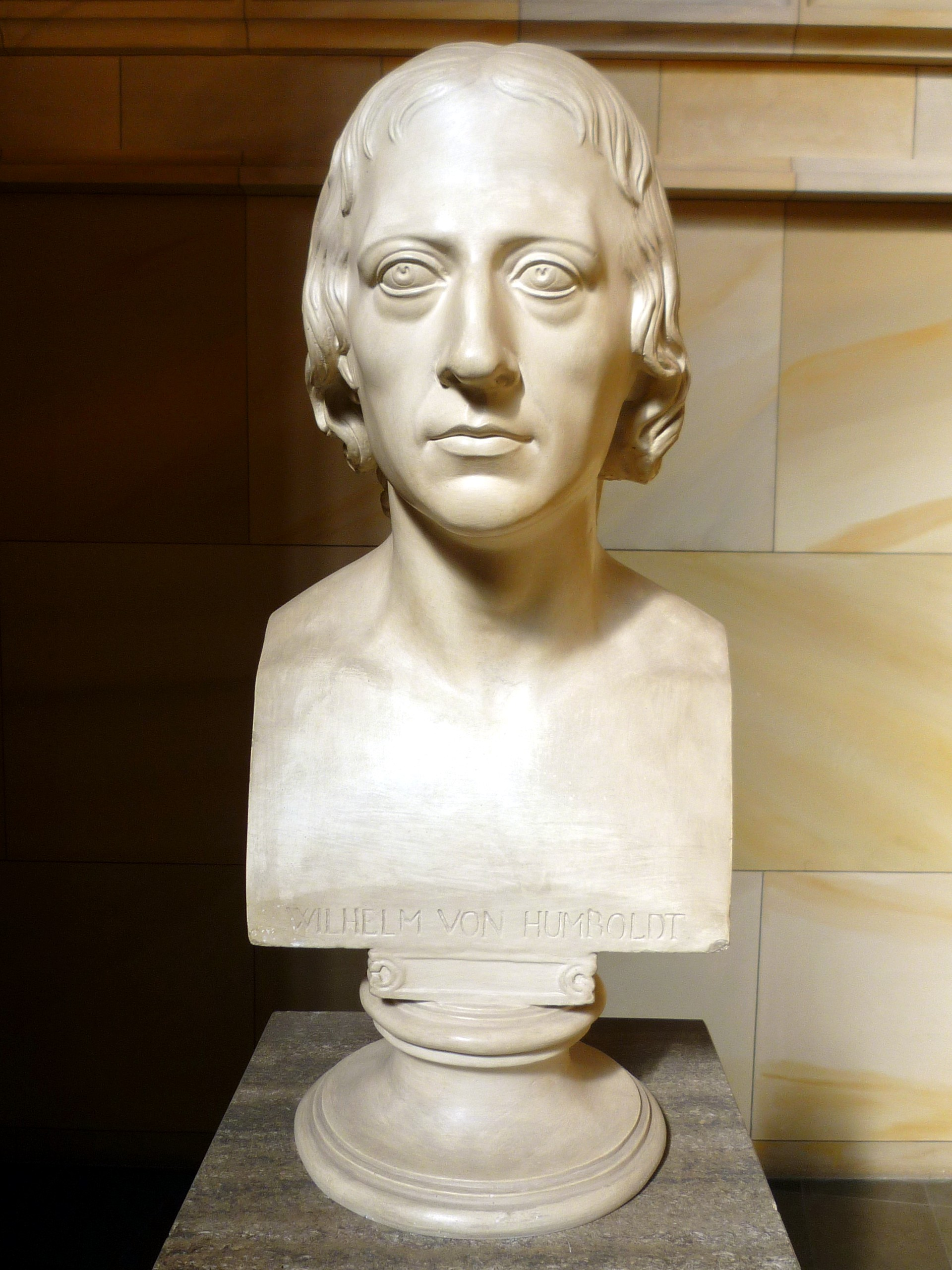
Wilhelm von Humboldt, Porträtstatue von Bertel Thorvaldsen, 1808

Im Sommer 1801 kehrte Humboldt mit Frau und Kindern für gut ein Jahr nach Tegel zurück. Im folgenden Frühjahr eröffnete sich für ihn die Chance, auf bequeme und einträgliche Weise nach Italien zu kommen: als preußischer Gesandter beim Heiligen Stuhl in Rom. Nun zahlte sich aus, dass er während seiner Anstellung im Justizbereich zugleich eine Qualifikation für den diplomatischen Dienst und den Titel des Legationsrats erworben hatte. Als Mann von Welt aus dem Adelsstand empfahl er sich für diesen Posten, der möglichen Konkurrenten als eher unattraktiv galt, nachdem der Kirchenstaat unter französischer Vorherrschaft zusammengeschrumpft und der Papst von Napoleons Gnaden abhängig war. Mit der Aufgabe der konsularischen Vertretung preußischer Untertanen in Rom war Humboldt zeitlich nicht gefordert, so dass er genug Gelegenheit hatte, sein repräsentatives Haus, den Palazzo Tomati nahe der Spanischen Treppe, gemeinsam mit Caroline zu einem gesellschaftlichen Mittelpunkt Roms zu machen. Hier verkehrten neben Kurienangehörigen als Gäste beispielsweise Lucien Bonaparte, noch als Kronprinz der spätere Ludwig I. von Bayern, die Bildhauer Bertel Thorvaldsen und Christian Daniel Rauch sowie der junge Karl Friedrich Schinkel, Carl Ludwig Fernow, Friedrich Tieck und August Wilhelm Schlegel in Begleitung der Frau von Staël.
Die Faszination, die Rom auf Wilhelm von Humboldt ausübte und die sein sechsjähriges Wirken als preußischer Gesandter dort begründete, erschließt sein Brief vom 23. August 1804 an Goethe:

„Rom ist der Ort, in dem sich für unsere Ansicht das ganze Altertum zusammenzieht […] Es ist allerdings also das meiste an diesem Eindruck subjektiv, aber es ist nicht bloß der empfindelnde Gedanke, zu stehen, wo jener oder dieser große Mann stand. Es ist ein gewaltsames Hinreißen in eine von uns nun einmal, sei es durch notwendige Täuschung, als edler und erhabener angesehene Vergangenheit, eine Gewalt, der selbst, wer wollte, nicht widerstehen kann, weil die Öde, in der die jetzigen Bewohner das Land lassen, und die unglaubliche Masse der Trümmer selbst das Auge dahin führen […] Aber es ist auch nur eine Täuschung, wenn wir selbst Bewohner Athens oder Roms zu sein wünschten. Nur aus der Ferne, nur von allem Gemeinen getrennt, nur als vergangen muß das Altertum uns erscheinen.“

Im Sommer 1805 besuchte der von seiner Amerika-Expedition zurückgekehrte und schon damals als „zweiter Kolumbus“ gefeierte Alexander von Humboldt für mehr als drei Monate den Bruder und die Schwägerin in Rom, bevor er sich in Paris an die umfassende wissenschaftliche Auswertung des gesammelten Forschungsmaterials machte. Dies darf als Zeichen einer intensiven Kommunikation und herzlichen Verbundenheit der mitunter in starken Kontrast zueinander gesetzten Brüder genommen werden. Ihr Verhältnis und komplementäres Wirken wird gelegentlich mit dem Bild von den „preußischen Dioskuren“ wiedergegeben.
Die Liquidierung des Heiligen Römischen Reiches, den Zusammenbruch Preußens nach der Niederlage bei Jena und Auerstedt sowie die französische Besetzung Berlins 1806 verfolgte Humboldt von seinem Posten in Rom. An Staatsminister Karl August Fürst von Hardenberg, der auch die Geschäfte des Außenministers ausübte, schrieb er im Herbst 1806: „Ich war niemals ehrgeizig oder interessiert und zufrieden mit dem Posten in dem Lande, das ich bewohne und das ich liebe und habe weder gesucht noch gewünscht, in eine andere Lage zu kommen, aber jetzt ist es mir peinlich, hier müßig zu sein und nichts für das bedrängte Vaterland tun zu können.“ Anderweitige Verwendung hatte man aber in Berlin offenbar nicht für ihn, und so blieb er noch bis zum Oktober 1808 in Rom.

### Der Bildungsreformer (1809/10)

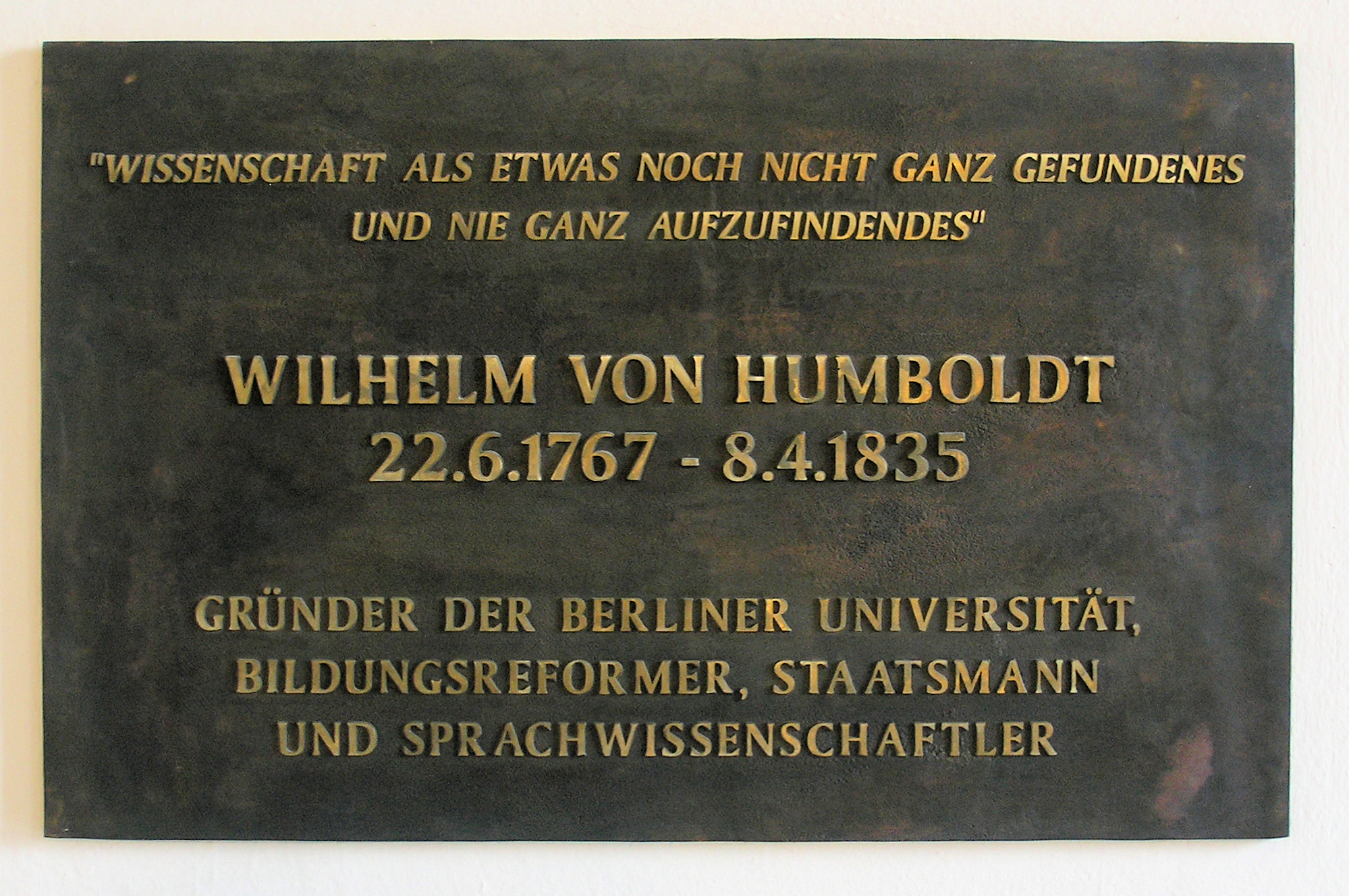
Gedenktafel im Haus Unter den Linden 6 in Berlin-Mitte

Ein Urlaubsgesuch zur Regelung von Vermögensangelegenheiten und zur Schadensaufnahme im geplünderten Schloss Tegel bot Humboldt die Gelegenheit zur Rückkehr nach Deutschland. Dort angekommen erfuhr er bald, dass er im Zuge der auf den Weg gebrachten Preußischen Reformen die Leitung der „Sektion des Kultus und des öffentlichen Unterrichts“ übernehmen sollte; der Reformenprotagonist Freiherr vom Stein setzte sich für Humboldt auf diesem Posten ein. Der preußische Militärstaat, wie er von Friedrich Wilhelm I. geschaffen und von Friedrich II. auf Expansionskurs gesetzt worden war, hatte vorerst abgewirtschaftet und befand sich Napoleon gegenüber in einer demütigenden Abhängigkeit. Um aus dieser Lage heraus wieder zu Kräften zu kommen, bedurfte es im Sinne Steins und seiner Mitstreiter umfassender Reformen mit dem Ziel, dem mit der Französischen Revolution erwachten Freiheitsstreben der Bürger Raum zu geben, ihre Eigenverantwortung zu fördern und auf diese Weise dem Staat und der Nation neue Ressourcen zu erschließen.

#### Theoretische Grundlagen
Humboldts staatstheoretische Vorstellungen lagen seit langem schon auf dieser Linie. Er gilt als Stammvater des deutschen Liberalismus und geriet mit seinem Ansatz in Gegensatz zu den monarchisch-konservativen Kräften in Preußen und darüber hinaus. So hatte er in seiner 1792 verfassten Abhandlung „Ideen zu einem Versuch, die Grenzen der Wirksamkeit des Staates zu bestimmen“ geschrieben:

„Der wahre Zweck des Menschen – nicht der, welchen die wechselnde Neigung, sondern welche die ewig unveränderliche Vernunft ihm vorschreibt – ist die höchste und proportionirlichste Bildung seiner Kräfte zu einem Ganzen. Zu dieser Bildung ist Freiheit die erste, und unerlassliche Bedingung. […] Gerade die aus der Vereinigung Mehrerer entstehende Mannigfaltigkeit ist das höchste Gut, welches die Gesellschaft giebt, und diese Mannigfaltigkeit geht gewiss immer in dem Grade der Einmischung des Staats verloren. Es sind nicht mehr eigentlich die Mitglieder einer Nation, die mit sich in Gemeinschaft leben, sondern einzelne Unterthanen, welche mit dem Staat, d. h. dem Geiste, welcher in seiner Regierung herrscht, in Verhältniss kommen, und zwar in ein Verhältniss, in welchem schon die überlegene Macht des Staats das freie Spiel der Kräfte hemmt. Gleichförmige Ursachen haben gleichförmige Wirkungen. Je mehr also der Staat mitwirkt, desto ähnlicher ist nicht bloss alles Wirkende, sondern auch alles Gewirkte. […] Wer aber für andre so räsonnirt, den hat man, und nicht mit Unrecht, in Verdacht, dass er die Menschheit miskennt, und aus Menschen Maschinen machen will.“

Für Humboldts Nominierung in dieser Umbruchsituation sprach seine Hochschätzung von Bildung für ein menschenwürdiges Dasein:

„Was verlangt man von einer Nation, einem Zeitalter, von dem ganzen Menschengeschlecht, wenn man ihm seine Achtung und seine Bewunderung schenken soll? Man verlangt, dass Bildung, Weisheit und Tugend so mächtig und allgemein verbreitet, als möglich, unter ihm herrschen […] Beschränken sich indess auch alle diese Forderungen nur auf das innere Wesen des Menschen, so dringt doch seine Natur beständig von sich aus zu den Gegenständen ausser ihm überzugehen, und hier kommt es nun darauf an, dass er in dieser Entfremdung nicht sich selbst verliere, sondern vielmehr von allem, was er ausser sich vornimmt, immer das erhellende Licht und die wohlthätige Wärme in sein Innres zurückstrale. Zu dieser Absicht aber muss er die Masse der Gegenstände sich selbst näher bringen, diesem Stoff die Gestalt seines Geistes aufdrücken und beide einander ähnlicher machen.“

#### Prinzipien und Pläne für ein dreistufiges allgemeines Bildungswesen
Als Humboldt am 15. Dezember 1808 mit der Berufung in das Amt konfrontiert war, zögerte er, es anzunehmen, zumal nachdem der Freiherr vom Stein auf Druck Napoleons als Staatsminister am 25. November entlassen worden war. Nun zeichnete sich ab, dass Humboldt nicht als Minister und damit nur dem König verantwortlich, sondern als Sektionschef unter Innenminister Friedrich zu Dohna-Schlobitten tätig werden sollte. Er mag gefürchtet haben, dass ihm angesichts der Bedeutung der Aufgabe nicht genügend freie Hand bliebe zur Neuordnung des Unterrichtswesens. Das Berufungsschreiben auf den neuen Posten ließ Humboldt im Januar 1809 zwei Wochen liegen, lehnte dann halbherzig ab und bat den König, seinen diplomatischen Dienst in Rom fortsetzen zu dürfen. Das aber wurde ihm verwehrt; am 20. Februar wurde er zum Geheimen Staatsrat und Direktor der Sektion für Kultus und Unterricht im Ministerium des Inneren ernannt. Nachdem er sich schließlich in die Umstände gefügt hatte, setzte Humboldt in seiner Amtsführung in Königsberg eine erstaunliche Dynamik frei und reformierte, unterstützt von seinen Mitarbeitern Nicolovius, Süvern und Uhden, sowohl temporeich wie umsichtig Lehrpläne, Lehrerausbildung und Prüfungswesen an Elementar- und Volksschulen, Gymnasien und im universitären Bereich, obwohl er das öffentliche Schulwesen aus eigener Erfahrung weder als Schüler noch als Lehrer kennengelernt hatte.
Teilweise wurde kritisiert, dass das humboldtsche Bildungsideal zu eng gebunden war an seine eigene, aristokratisch privilegierte Existenz und von daher der Verallgemeinerbarkeit entbehrte. Allerdings bestritt er nicht, sondern betonte ausdrücklich, dass das seinem Leben die Richtung weisende Luxusmodell individueller Bildung unter anderen Voraussetzungen entsprechend abgewandelt werden musste. Belege für die von Humboldt angestrebte, allgemeine Bildungsreform – wie auch das damit verbundene Engagement für eine Gesellschaft aufgeklärter Menschen und Bürger, in der lebenslange Selbst-Bildung möglich werden könnte – enthält sein Bericht an den König vom Dezember 1809: „Es giebt schlechterdings gewisse Kenntnisse, die allgemein sein müssen, und noch mehr eine gewisse Bildung der Gesinnungen und des Charakters, die keinem fehlen darf. Jeder ist offenbar nur dann ein guter Handwerker, Kaufmann, Soldat und Geschäftsmann, wenn er an sich und ohne Hinsicht auf seinen besonderen Beruf ein guter, anständiger, seinem Stande nach aufgeklärter Mensch und Bürger ist. Giebt ihm der Schulunterricht, was hiezu erforderlich ist, so erwirbt er die besondere Fähigkeit seines Berufs nachher sehr leicht und behält immer die Freiheit, wie im Leben so oft geschiehet, von einem zum andern überzugehen.“
Humboldt zielte auf ein dreistufiges Unterrichtssystem mit Elementar-, Schul- und Universitätsunterricht. Nach jeder Unterrichtsstufe war die Möglichkeit vorgesehen, in den Beruf einzutreten. Im „Königsberger Schulplan“ sowie im „Litauischen Schulplan“ wurden im Spätherbst 1809 die Leitlinien des Konzepts ausgeführt. Sie betonten das Erfordernis einer allgemeinen Menschenbildung im Unterschied zu Ritterakademien, Kadettenschulen und manchen Realschulen, die vielfach lediglich berufsbildend ausgerichtet waren. Für Humboldt aber bedurfte das gesamte Unterrichtswesen eines einheitlichen Fundaments für alle speziellen späteren Berufs- und Erwerbstätigkeiten der Bürger. Seine Hochschätzung des Altgriechischen als Allgemeingut menschlicher Bildung fand u. a. Eingang in den Litauischen Schulplan: „Auch Griechisch gelernt zu haben könnte auf diese Weise dem Tischler ebenso wenig unnütz seyn, als Tische zu machen dem Gelehrten.“
Für die dreijährige Elementarschule sah Humboldt in seinem Bericht an den König als einen Hauptgrundsatz vor, „dass das Kind immer das volle und deutliche Bewusstsein haben muss, was es in jedem Augenblick hört, sagt und thut, und warum so und nicht anders gehandelt wird“, und führte dazu aus: „Indem es so gezwungen und gewöhnt wird, von jeder, auch der kleinsten Sache Rechenschaft zu geben, lernt es zu gleicher Zeit klar denken, bestimmt wollen und vernehmlich sprechen.“ Im Königsberger Schulplan werden die Kernziele aller drei gemeinten Bildungsstadien behandelt:

„Der Zweck des Schulunterrichts ist die Uebung der Fähigkeiten, und die Erwerbung der Kenntnisse, ohne welche wissenschaftliche Einsicht und Kunstfertigkeit unmöglich ist. Beide sollen durch ihn vorbereitet; der junge Mensch soll in Stand gesetzt werden, den Stoff, an welchen sich alles eigne Schaffen immer anschließen muss, theils schon jetzt wirklich zu sammeln, theils künftig nach Gefallen sammeln zu können, und die intellectuell-mechanischen Kräfte auszubilden. Er ist also auf doppelte Weise einmal mit dem Lernen selbst, dann mit dem Lernen des Lernens beschäftigt. […] Der Schüler ist reif, wenn er so viel bei anderen gelernt hat, dass er nun für sich selbst zu lernen im Stande ist. Sein Sprachunterricht z. B. ist auf der Schule geschlossen, wenn er dahin gekommen ist, nun mit eigner Anstrengung und mit dem Gebrauch der vorhandenen Hülfsmittel jeden Schriftsteller, insoweit er wirklich verständlich ist, mit Sicherheit zu verstehen, und sich in jede gegebene Sprache, nach seiner allgemeinen Kenntnis vom Sprachbau überhaupt, leicht und schnell hinein zu studiren.

Wenn also der Elementarunterricht den Lehrer erst möglich macht, so wird er durch den Schulunterricht entbehrlich. Darum ist auch der Universitätslehrer nicht mehr Lehrer, der Studirende nicht mehr Lernender, sondern dieser forscht selbst und der Professor leitet seine Forschung und unterstützt ihn darin.“

#### Universitätsgründung und Ausscheiden aus dem Amt

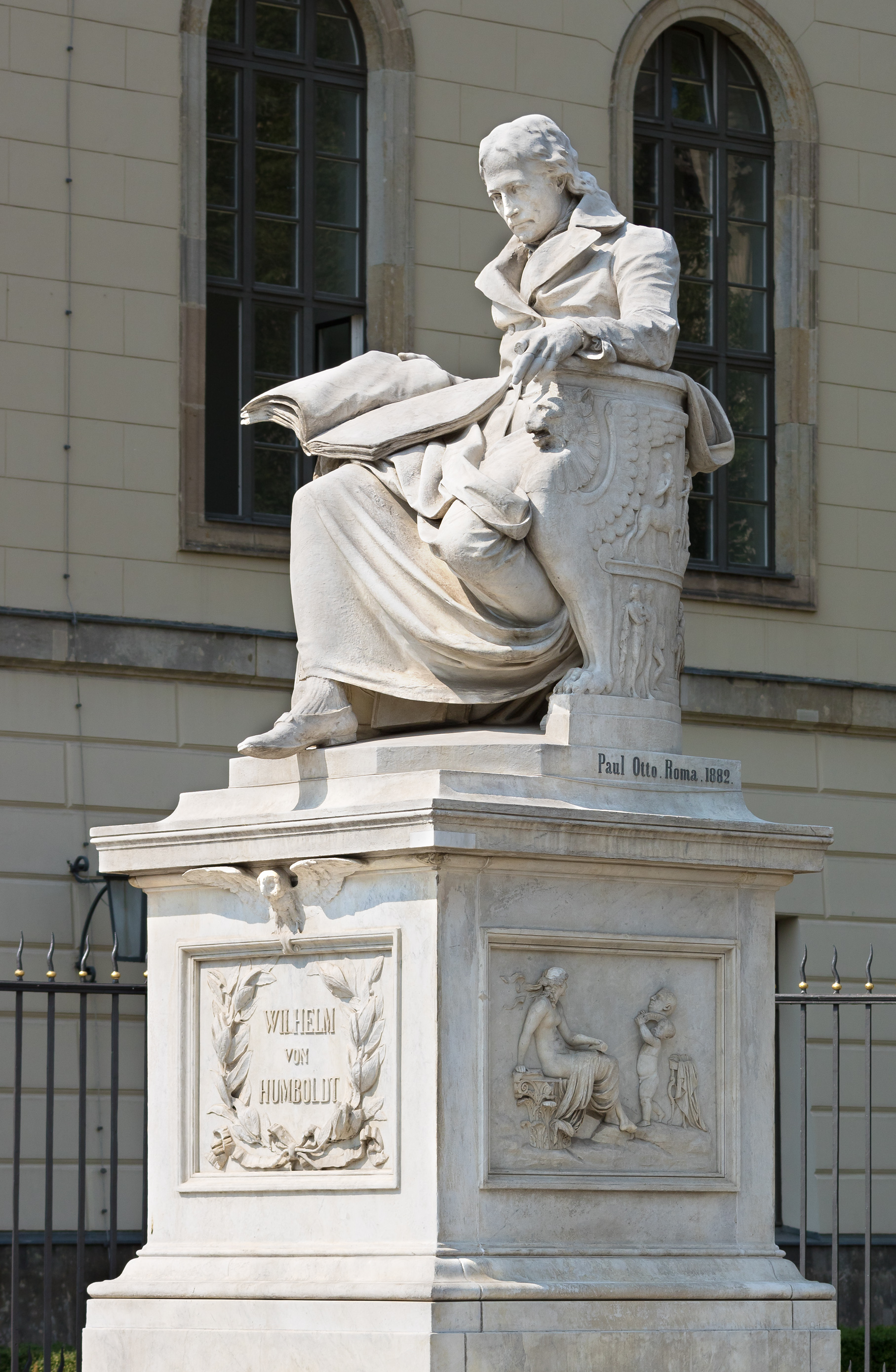
Denkmal Wilhelm von Humboldts vor der Humboldt-Universität in Berlin

Den krönenden Abschluss des Reformwerks bildete die von Friedrich Wilhelm III. unterstützte Gründung der Berliner Universität 1809. Für den Standort Berlin sprach aus Humboldts Sicht u. a. das Vorhandensein weiterer Einrichtungen wie der Akademie der Wissenschaften, der Akademie der Künste, das Bestehen einer vollständigen medizinischen Fakultät sowie bedeutender Sammlungen – in Verbindung mit der neuen Universität beste Voraussetzungen für einen vielseitig ausgreifenden wissenschaftlichen Unterricht. „Niemals wieder hatte ein deutscher Unterrichtsminister“, heißt es bei Berglar, „eine stolzere Berufungsliste vorzuweisen.“ Zu den glanzvollsten Lehrstuhlbesetzungen gehörten in den Anfängen Friedrich Schleiermacher, Friedrich Carl von Savigny, Johann Gottlieb Fichte und Barthold Georg Niebuhr. Kein leichtes Geschäft allerdings für den Organisator, wie der seiner Frau Caroline gegenüber brieflich klagte: Es handle sich bei den Fachgelehrten um „die unbändigste und am schwersten zu befriedigende Menschenklasse – mit ihren sich ewig durchkreuzenden Interessen, ihrer Eifersucht, ihrem Neid, ihrer Lust zu regieren, ihren einseitigen Ansichten, wo jeder meint, daß nur sein Fach Unterstützung und Beförderung verdiene.“
Humboldts Universitätsidee sah für den Hochschulbetrieb und das Verhältnis zwischen Dozenten und ihren Studenten die Einheit von Forschung und Lehre vor. Beide sollten auch von staatlichen Forderungen und Auflagen einengender Art freigehalten werden. Humboldt ging davon aus, dass die Universitäten in verantwortlicher Selbststeuerung auch die staatlichen Zwecke erfüllen, nur sozusagen von einer höheren Warte aus und mit Mitteln, die der Staat aus eigenem Vermögen nicht hervorbringen kann. Nicht allein für den universitären Bereich, sondern für das gesamte Bildungswesen stellte sich Humboldt für die Zukunft eine von den monarchischen Staatskassen unabhängige Finanzierung vor, die aus Einkünften entsprechend zugewiesener staatlicher Domänengüter gespeist werden sollte.
Zu den nachwirkenden Maßnahmen Humboldts und seiner Mitarbeiter in der „Sektion des Kultus und des öffentlichen Unterrichts“ gehören:
- die Einführung des Lehramtsexamens 1810 (examen pro facultate docendi), mit dem der Stand des Gymnasiallehrers geschaffen wurde, der Kenntnisse nachweisen musste in den alten Sprachen, in Geschichte und Mathematik,
- die Vereinheitlichung und Verpflichtung der Abiturprüfung 1812 (die erst 1834 ohne Ausnahmen durchgesetzt wurde),
- der „Plan der Unterrichtsverfassung“ eines 10-jährigen Gymnasialkurses 1816 (Curriculum, das nur ein Vorschlag blieb, aber wirkungsvoll war).

Den Vorsatz, seine Stellung im Staatsrat aufwerten zu lassen, um unabhängig und gleichberechtigt unter Kabinettskollegen wirken zu können, hatte Humboldt zu keiner Zeit aufgegeben und sich Hoffnungen gemacht, den König von den Vorstellungen des Freiherrn vom Stein überzeugen zu können. Als er erkannte, dass er damit nicht durchdringen würde, reichte er nach gut einjähriger Tätigkeit im Amt am 29. April 1810 sein Rücktrittsgesuch ein. Es dauerte zweieinhalb Monate, in denen er sowohl für die Leitung des Innen- wie des Außenministeriums im Gespräch war, bis seine Entlassung bewilligt wurde. Sein Amtsnachfolger wurde Friedrich von Schuckmann. Da er die Übernahme der Sektionsleitung für Kultus bereits mit der Bitte verknüpft hatte, später in den diplomatischen Dienst zurückkehren zu können, sollte die mit der Entlassung zugleich verbundene Ernennung zum „außerordentlichen Gesandten und bevollmächtigten Minister in Wien“ seine Enttäuschung wohl abmildern.
Humboldt ist für sein jeweiliges Ausscheiden aus den Staatsämtern, die er innegehabt hatte, angegriffen worden. Eigenliebe, Genusssucht, Bequemlichkeit und Selbstüberschätzung gehören zu den angenommenen Motiven seiner Rückzüge. Dagegen stehen der enorme Einsatz und der unermüdliche Arbeitseifer, den er, wenn es darauf ankam, auch im Staatsdienst an den Tag legte. Bedingungslos galt seine Bereitschaft zum Dienst am Gemeinwesen aber nicht. Wenn die politischen Umstände ihn übermäßig zu fesseln und seinem Selbstbild zu entfremden drohten, wenn er für ein den eigenen Überzeugungen entsprechendes Wirken keine Perspektive mehr sah, dann endete für ihn jegliche Verpflichtung.

### Preußischer Diplomat und Minister (1810–1819)
Caroline von Humboldt war in Rom geblieben, während ihr Mann als Verantwortlicher für das Bildungswesen amtierte. Im Herbst 1810 traf sie mit den Kindern in Wien ein, um wieder mit ihm zusammenzuleben und in dem Haus am Minoritenplatz ein repräsentatives Gesellschaftsleben zu pflegen. Über seinen in habsburgische Dienste getretenen Jugendfreund Friedrich Gentz gelang es Humboldt, die Leitvorstellungen des damaligen österreichischen Außenministers Metternich kennenzulernen. Mit Hilfe seiner vielfältigen Auslandserfahrungen und weitreichenden Verbindungen verfügte Humboldt über ein wirklichkeitsnahes Bild der diversen Interessenlagen. So konnte er Hardenberg die österreichische Haltung im Konflikt Napoleons mit Russland und im beginnenden Befreiungskrieg gegen Napoleon zuverlässig vorhersagen und den späteren österreichischen Beitritt zur Koalition im Hintergrund fördern. Seine Einschätzungen und Verhandlungsimpulse bestimmten die preußischen Initiativen beim Zustandekommen der Reichenbacher Konventionen und beim gescheiterten Friedenskongress von Prag im Sommer 1813. Darin sah er wohl auch selbst sein größtes Verdienst im diplomatischen Dienst. Denn damit begründete Humboldt nach der Niederlage Frankreichs unter Napoleon den Anspruch auf eine königliche Dotation, wie sie auch andere in den Befreiungskriegen prominent Mitwirkende erhielten: Er glaube „ohne Anmaßung behaupten zu können, daß, ohne mich, die Sache nicht oder minder gut zu Stande gekommen wäre.“ Aus dem ihm daraufhin zugesprochenen Gut Ottmachau mit Schloss an der Neiße am Stadtrand von Ottmachau  durfte er mit einem jährlichen Ertrag von 5000 Talern rechnen.

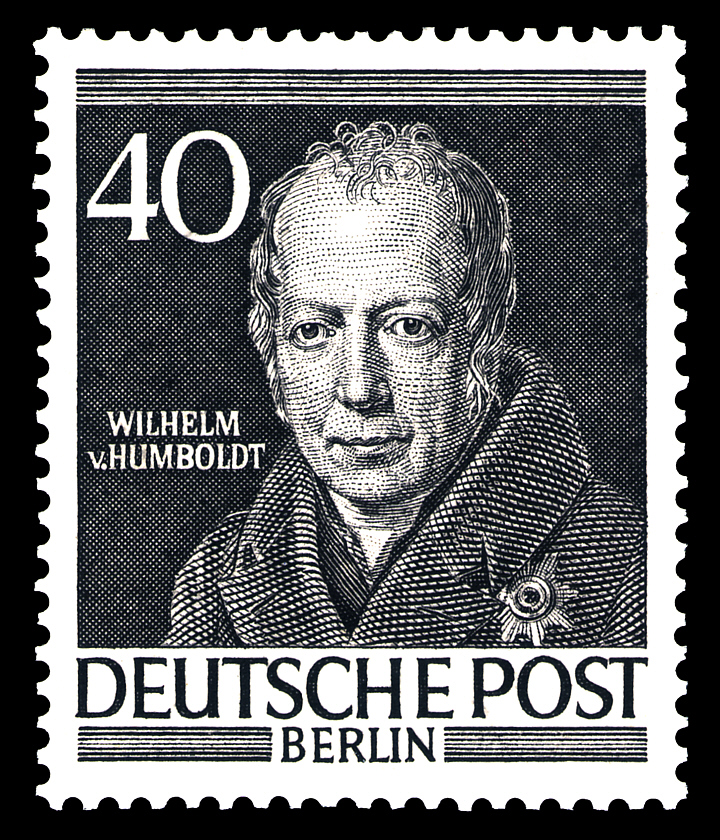
Briefmarke (1952) der Serie Männer aus der Geschichte Berlins

Auf dem Wiener Kongress fungierte Humboldt für Hardenberg als dessen rechte Hand, gehörte zahlreichen Sonderausschüssen an, darunter dem zur Redaktion der Kongressakte, und unterzeichnete zusammen mit Hardenberg für Preußen die Schlussakte. Er trug bei den Verhandlungen über den Deutschen Bund mit zahlreichen Memoranden zur inhaltlichen Ausgestaltung der Bundesakte bei. Seine eigenen Vorstellungen einer Neuordnung der deutschen Verhältnisse unter liberalen Vorzeichen gerieten angesichts der sich schließlich zur Heiligen Allianz formierenden restaurativen Tendenzen jedoch mehr und mehr ins Abseits. Als bekannter Vertreter des Reformflügels in Preußen zog er je länger desto mehr den Argwohn Metternichs auf sich. Der hatte auch keine Skrupel, Humboldts privaten Schriftverkehr mit Caroline überwachen zu lassen, und ihn mit derlei Kenntnissen dann bei Hardenberg in Misskredit zu bringen. Denn Humboldt hielt sich zwar als ausführendes Organ der preußischen Diplomatie an die ihm gemachten Vorgaben und empfahl sich damit aus eigener Sicht wohl auch als bestmöglicher Nachfolger Hardenbergs, schilderte seiner Frau dessen politische Praxis aber auch mitunter äußerst kritisch: „Er umgibt sich mit teils schlechten, teils unbedeutenden Leuten, will alles selbst machen und lässt daher alles liegen, lässt aus Gutmütigkeit die größten Missbräuche zu und vertändelt eine entsetzliche Zeit mit der Dame […] Seine ganze Stelle, wie er sie geschaffen hat, ist ein Verderbnis und kann nicht dauern.“
Am Ende seiner intensiven Bemühungen auf dem Wiener Kongress und zuletzt – nach der endgültigen Niederwerfung Napoleons bei Waterloo – auf dem Pariser Friedenskongress hatte Humboldt für die eigenen Ziele wenig erreicht und sich zwischen alle Stühle gesetzt. Nach Abschluss der Verhandlungen war aufgrund des deutlich gewordenen Gegensatzes zwischen Metternich und Humboldt dessen Rolle in Wien ausgespielt. In Berlin wollte Hardenberg dem potentiellen Rivalen keinen Wirkungsraum bieten; und der für ihn eigentlich vorgesehene preußische Botschafterposten in Paris scheiterte am französischen Widerstand. So wurde er zunächst für das ganze Jahr 1816 zu Anschlussverhandlungen über offene Territorialfragen im Deutschen Bund nach Frankfurt am Main geschickt und danach – auf eigenen Wunsch zeitlich befristet – als Gesandter nach London berufen. Er strebte weiterhin zumindest nach einem Ministeramt, wie es ihm schon seit 1808 vorschwebte, ihm von Hardenberg wiederholt in Aussicht gestellt und dann doch vorenthalten worden war. Nun suchte er eine Entscheidung darüber nicht mehr einvernehmlich, sondern im Gegensatz zu Hardenberg herbeizuführen. Nur gut ein halbes Jahr versah Humboldt die Geschäfte des Botschafters in London, dann bat er, angeblich aus familiären Gründen, um seine Abberufung. Hardenberg kassierte das Gesuch, um ihn von Berlin fernzuhalten, und erst ein zweites, direkt an den König gerichtetes brachte einen halben Erfolg: Humboldt sollte erneut die preußischen Interessen beim Deutschen Bund in Frankfurt am Main wahren.
Im Januar 1819 schließlich wurde er vom König in ein Ministeramt berufen, und zwar in das für ständische Angelegenheiten. Statt sofort zuzugreifen, erbat sich Humboldt Zeit zur Orientierung und ließ erkennen, dass er eine von Hardenberg unabhängige, nebengeordnete Stellung wünschte. Erst ungnädig vor die Alternative gestellt, die Stelle unverzüglich wie angeboten oder gar nicht anzunehmen, willigte Humboldt ein. Unter anderen Voraussetzungen hätte sich hier die Chance bieten können, liberale Grundlagen für eine konstitutionelle Monarchie zu schaffen und so das Verfassungsversprechen Friedrich Wilhelms III. unter eigener Regie zu erfüllen. Um sich die gewiss letzte diesbezügliche Wirkungsmöglichkeit zu erhalten, ließ Humboldt die erneut vorgebrachte Forderung nach einer Reform des Staatsrats auf sich beruhen und akzeptierte das angebotene Ministerium trotz Hardenbergs anhaltender Reserviertheit und ungeachtet dessen eigener Verfassungspläne. Die politisch interessierte Öffentlichkeit, deren Erwartungen wohl bereits für die Offerte an Humboldt den Ausschlag gegeben hatten, reagierte entsprechend erfreut auf seine Zusage. Noch bis zum Juli allerdings blieb er mit seinen Frankfurter Aufgaben befasst, ehe er die neue Stellung in Berlin antrat.
In dem für seine Verfassungsvorstellungen denkbar ungünstigsten Moment musste Humboldt nun das Amt antreten. Parallel zu seiner Amtseinführung wurden zwischen den preußischen und österreichischen Regierungsspitzen die Karlsbader Beschlüsse verhandelt und verabschiedet, die die Unterdrückung und Verfolgung der liberalen Bestrebungen an den Universitäten und im öffentlichen Leben vorsahen. Zwar kam es auch danach noch zur Vorstellung der Verfassungsentwürfe Hardenbergs und Humboldts in der vom König unter anderen Vorzeichen berufenen Verfassungskommission, doch waren die Würfel gegen eine konstitutionelle Entwicklung in Preußen mit der Karlsbader Übereinkunft bereits gefallen. Humboldts Kampf, für den er zeitweise sogar noch eine Reihe seiner Kollegen gewinnen konnte, fand auf längst verlorenem Posten statt. Sein energisches Eintreten gegen polizeiliche Willkürmaßnahmen im Zuge von „Demagogen“-Verfolgungen führte auf Hardenbergs Betreiben zu seiner Entlassung am 31. Dezember 1819, die er gelassen hinnahm, auf Pensionsansprüche verzichtend.

### Bau- und Schlossherr in Tegel
Humboldt bestimmte Ort und Inhalt des eigenen Daseins noch einmal neu. Er entschied sich für das elterliche Erbe in Tegel als künftigen Lebensmittelpunkt, allerdings in einer Gestalt, die seinen Neigungen und ästhetischen Vorstellungen ganz anders entsprach, als dies für das „Schloss Langweil“ aus Kindertagen galt. Antike Kunst und Kultur waren in seinem Bildungsweg wichtigster Maßstab geworden: Nun sollten sie auch das Haus prägen. Dazu war ein weitreichender Um- und Ausbau des bestehenden Komplexes nötig, mit dem Humboldt den seit ihren Begegnungen in Rom geschätzten Karl Friedrich Schinkel betraute. Den vorhandenen Baubestand erweiterte Schinkel in einem architektonischen Bravourstück um eine viertürmige klassizistische Fassade und schuf einen Innenraum, der dann in stilvoller Weise mit den von Wilhelm und Caroline im Laufe der Jahrzehnte getätigten Erwerbungen an Marmorplastiken und Gipsabgüssen ausgestattet wurde. So entstand hier nicht nur eine einzigartige Wohnanlage, sondern zugleich ein erstes preußisches Antikenmuseum.

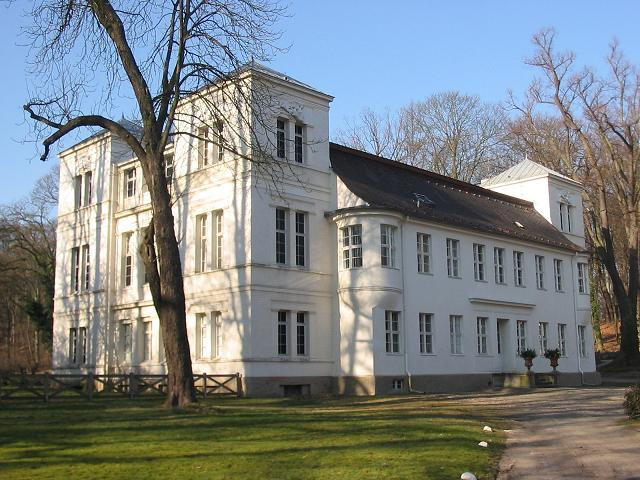
Schloss Tegel, umgebaut durch Karl Friedrich Schinkel

Das kongeniale Zusammenwirken Humboldts und Schinkels – die Einweihung des Umbaus fand im Oktober 1824 in Anwesenheit des preußischen Kronprinzenpaares und anderer illustrer Gäste statt – sollte wenige Jahre später bei der Entstehung des Alten Museums am Lustgarten – Baumeister: Schinkel, Objektausstattung: Wilhelm von Humboldt – erneut zum Tragen kommen. In seiner Eigenschaft als Vorsitzender des 1825 gegründeten Vereins der Kunstfreunde, der die Förderung von Kunst und Künstlern betrieb, war Humboldt mit seiner umfassenden Kenntnis der alten Welt auch bei der Einrichtung des Alten Museums zweifellos höchst nützlich. Und so erfreute er sich im Zuge der Museumseröffnung 1830 auch von Seiten des Königs neuerlich großer Wertschätzung sowie ehrender Auszeichnungen und war gebeten, fortan wieder an den Sitzungen des Staatsrats teilzunehmen. Dabei war an ernsthaftes politisches Engagement nicht mehr gedacht, und Humboldt hat seinen Ehrensitz dann auch nur noch zurückhaltend wahrgenommen.
An seinem Lebensabend erschloss sich Humboldt mit dem publizierten Briefwechsel ein neuer Bereich, so Michael Maurer, mit dem er sich selbst ein Denkmal setzen konnte. Die briefliche Korrespondenz wäre demnach für ihn, der zeitweise vergeblich um eine den eigenen Ansprüchen genügende dichterische Produktivität gerungen habe und der vielleicht auch darum nicht einer für Goethe und Schiller wohl passenderen Vorstellung anhing, dass eine Persönlichkeit sich in einem Werk verwirkliche, von besonderer Bedeutung gewesen. Humboldt habe sich im Leben selbst, in der darin liegenden Unabgeschlossenheit und Fülle, wiedergefunden. „Gerade diese Lebensnähe aber spiegelt sich im Brief, in den zahllosen Facetten Tausender Briefe an viele Dutzend Gesprächspartner, im jeweils gewählten, wechselnden Du.“
Im Jahre 1829 setzte nach dem Tod Carolines, die ihn in allen Lebenslagen ermutigt und gestärkt hatte, bei Humboldt ein beschleunigtes Altern ein; er beschrieb selbst akribisch die Symptome der sich bei ihm einstellenden Parkinson-Krankheit.
Allabendlich diktierte er, der auch ansonsten in seinem Tegeler Domizil an einem klar gegliederten Tagesablauf festhielt, aus dem Stegreif ein Sonett. Das vom 26. Dezember 1834 enthält die Zeilen:
Ich lieb’ euch, meiner Wohnung stille Mauern,

und habe euch mit Liebe aufgebauet;

wenn man des Wohners Sinn im Hause schauet,

wird lang nach mir in euch noch meiner dauern.
Seine Nachkommen wirkten – über alle geschichtlichen Wechsellagen des 19. und 20. Jahrhunderts hinweg – an der Einlösung dieser Vision mit und führten die Doppelnutzung von Schloss Tegel als Familienwohnsitz und Museum, das interessierten Besuchern in Teilen zugänglich ist, bis in die Gegenwart fort.
Theodor Fontane würdigte in den Wanderungen durch die Mark Brandenburg das Familiengrab im Schlosspark: „Das berühmte Brüderpaar, das diesem Flecken märkischen Sandes auf Jahrhunderte hin eine Bedeutung leihen und es zur Pilgerstätte für Tausende machen sollte, ruht dort gemeinschaftlich zu Füßen einer granitenen Säule, von deren Höhe die Gestalt der ‚Hoffnung‘ auf die Gräber beider herniederblickt.“

### Begründer der vergleichenden Sprachforschung und -wissenschaft

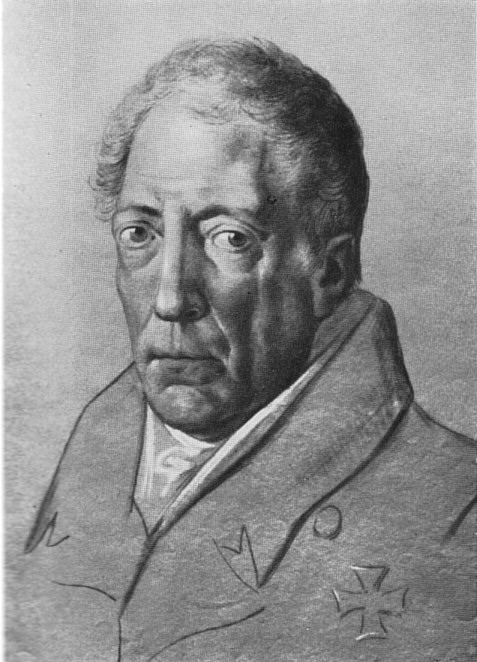
Wilhelm von Humboldt, Kreidezeichnung von Johann Joseph Schmeller

Während der eineinhalb Jahrzehnte in seinem Tegeler Reich beschäftigte sich Humboldt vorrangig mit Sprachstudien. Das Material dafür hatte er auf seinen Reisen teils selbst gesammelt, teils in seiner ausgedehnten Briefkorrespondenz erschlossen, teils auch aus dem Fundus der Forschungsreisen seines Bruders Alexander bezogen. Ab 1827 war der Bruder wieder in Berlin und häufig zu Besuch in Tegel. Brieflich urteilte er nach dem Tode Wilhelms, den er um mehr als zwei Jahrzehnte überlebte:

„Er hat neben sich entstehen sehen und mächtig gefördert eine neue allgemeine Sprachwissenschaft, ein Zurückführen des Mannigfaltigen im Sprachbau auf Typen, die in geistigen Anlagen der Menschheit gegründet sind: Den ganzen Erdkreis in dieser Mannigfaltigkeit umfassend, jede Sprache in ihrer Struktur ergründend, als wäre sie der einzige Gegenstand seiner Forschungen gewesen, […] war der Verewigte nicht nur unter seinen Zeitgenossen derjenige, welcher die meisten Sprachen grammatikalisch studiert hatte; er war auch der, welcher den Zusammenhang aller Sprachformen und ihren Einfluss auf die geistige Bildung der Menschheit am tiefsten und sinnigsten ergründete.“

Neben den schon in jungen Jahren erlernten Fremdsprachen erstreckte sich die Sprachbeherrschung Humboldts auf Englisch, Italienisch, Spanisch, Baskisch, Ungarisch, Tschechisch, Litauisch; seine wissenschaftlichen Untersuchungen galten den Eingeborenensprachen Amerikas (Nahuatl-Mexikanisch, Otomí, Huastekisch, Maya, Tarahumara, Quechua, Muisca, Guaraní u. a.), dem Koptischen, dem Altägyptischen, dem Chinesischen, dem Japanischen, dem indischen Sanskrit, dem Birmanischen, der hawaiischen Sprache und dem Altjavanischen. Wilhelm von Humboldt gehört zu den Begründern der baskischen Sprachwissenschaft. Aus seinen Studien der altamerikanischen Sprachen gingen 1820 bis 1823 rund dreißig von ihm selbst verfasste, mehr oder minder weit ausgeführte Grammatiken und Wörterbücher hervor. In einem Vortrag Über das Entstehen der grammatischen Formen und ihren Einfluss auf die Ideenentwicklung suchte er zu zeigen, dass der Bildungswert der Sprachen sich nach dem Maße ihres grammatischen Formenreichtums bestimme. Humboldts besondere Hochschätzung diesbezüglich hatten das (Alt-)Griechische, das Sanskrit und die semitischen Sprachen.
In seiner Typologie der Sprachen ging Humboldt davon aus, dass die Sprache den Stoff der Erscheinungswelt in gedankliche Form zu gießen habe. Die Sprache vermittelt also zwischen den empirischen Tatsachen und den Ideen. Aus den Graden der Durchformung der Materie ergibt sich eine genetische Stufenleiter der Sprachevolution mit drei Typen: Auf der niedrigsten Stufe bezeichnet die Sprache zunächst nur Gegenstände, und die Verknüpfungen müssen durch den Verstehenden hinzugedacht werden, was z. B. durch die Stellung innerhalb des Satzes erleichtert wird. Humboldt bezeichnet die Sprachen dieser Stufe als isolierende Sprache. Das Hinzudenken der grammatischen Bezüge verlangsamt jedoch den Gedankenfluss. Auf der zweiten Stufe kommen bei den agglutinierenden Sprachen formgebende Bestandteile in Form von Affixen hinzu, wie z. B. im Türkischen. Dadurch werden die grammatischen Bezüge expliziter, doch auch hier sind Wortstamm und formgebende Bestandteile noch deutlich getrennt. Auf der dritten, höchsten Stufe erlangt das Wort selbst durch die Flexion (Numerus, Genus, Kasus usw.), vor allem durch Wurzelflexion, eine „grammatische Individualität“ und wird so nicht nur zum lexikalischen Bedeutungsträger, sondern zeigt durch inkorporierte oder veränderte Wortbestandteile selbst auch die grammatischen Verhältnisse an. Beispiel dafür sind die alten indoeuropäischen (Sanskrit, Altgriechisch) oder die semitischen Sprachen. Weil auf dieser Stufe kein Stoff mehr formlos bleibe, also jede Lauteinheit durch eine Begriffseinheit durchdrungen sei, begeistere und bewege die Sprache durch ihre „Eurythmie“, welche die Wirkung der Ideen verstärke.
Allerdings bereitete die chinesische Sprache, eine Sprache also, in der sich eine hochentwickelte intellektuelle Kultur ausdrückte, für Humboldts Typologie ebenso ein Problem wie der Schwund der Flexion in den modernen europäischen Sprachen (z. B. im Englischen). So modifizierte er seine Stufentheorie: Flexionsarmut und damit relative Formlosigkeit bedeutete nun für ihn nicht mehr intellektuelle Simplizität oder gar Geistlosigkeit. Im Gegenteil erlaube der Schwund der Flexion eine höhere Beweglichkeit des Geistes; dieser benötige auf einer entwickelten Stufe, wenn er Sicherheit im Umgang mit den Formen erlangt habe, nicht mehr die Anzeige der grammatischen Verhältnisse durch morphologische Kennzeichen mit „volltönendem Silbenfall“ (so bei der Wurzelflexion), sondern er löse die Flexionsformen mit Hilfe von Hilfsverben und Präpositionen auf. Dadurch muteten die analytischen Sprachen wie das Chinesische oder Englische dem Verstand größere Arbeit zu als die „fast maschinenmäßige“ Hilfe durch die Flexion: Der Gedanke herrsche hier frei über die Sprachlaute und befreie sich von den materiellen Aspekten der Flexionsformen. Damit verliere die Sprache freilich einige ihrer ästhetischen Qualitäten. Die Parallelen zwischen der Humboldtschen Entwicklungstypologie hin zum ästhetischen Ideal der Flexionssprachen und Hegels dialektischer Entwicklung der Kunst bis zum Ideal der klassischen Kunstform sind hierbei unübersehbar.

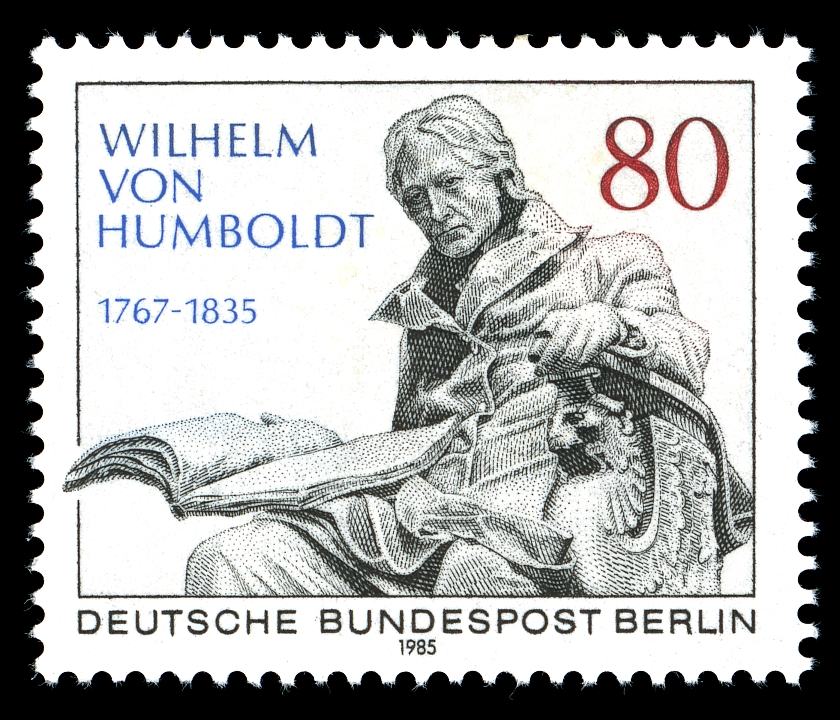
Briefmarke (1985) zum 150. Todestag

Quell dieses umfassenden sprachlichen Forschungsdrangs war Humboldts Menschenbild, in dem Sprache die Schlüsselrolle innehatte: „Denn da das menschliche Gemüt die Wiege, Heimat und Wohnung der Sprache ist, so gehen unvermerkt, und ihm selbst verborgen, alle ihre Eigenschaften auf dasselbe über.“ Und in einer Abhandlung über den Nationalcharakter der Sprachen schreibt Humboldt: „Insofern aber die Sprache, indem sie bezeichnet, eigentlich schafft, dem unbestimmten Denken ein Gepräge verleiht, dringt der Geist, durch das Wirken mehrerer unterstützt, auch auf neuen Wegen in das Wesen der Dinge selbst ein. […] Einige Nationen begnügen sich gleichsam mehr an dem Gemälde, das ihre Sprache ihnen von der Welt entwirft, und suchen nur in sie mehr Licht, Zusammenhang und Ebenmaß zu bringen. Andre graben sich gleichsam mühseliger in den Gedanken ein, glauben nie genug in den Ausdruck legen zu können, ihn anpassend zu machen, und vernachlässigen darüber das in sich Vollendete der Form. Die Sprachen beider tragen dann das Gepräge davon an sich.“
Zwischenmenschliches Verstehen in entwickelter Form setzt eine gemeinsame Sprache voraus; und das ist nach Humboldt Triebfeder und Medium auch des wissenschaftlichen Fortschritts: „Denn das Verstehen ist kein Zusammentreffen der Vorstellungsweisen in einem unteilbaren Punkt, sondern ein Zusammentreffen von Gedankensphären, von welchen der allgemeine Teil sich deckt, der individuelle überragt. Dadurch wird das geistige Fortschreiten des Menschengeschlechts möglich, indem jede gewonnene Erweiterung des Denkens in den Besitz anderer übergehen kann, ohne in ihnen der Freiheit Fesseln anzulegen, welche zur Aneignung und zu neuer Erweiterung notwendig ist.“ In jedem Dialog, in dem ein Subjekt auf sprachliche Objekte trifft, welche sein Gegenüber geformt hat, und sie nutzt und weiter entwickelt, aber auch durch die ständige Umformung der Gedanken bei Mehrsprachigkeit kann die Entstehung dieser gemeinsamen Sprache gefördert werden, die stets eine lebendige, dialogische und nicht nur ein Artefakt oder ein durch Konvention festgelegtes Zeichensystem ist.

Wie eine vorweggenommene Kritik der Semiotik des 20. Jahrhunderts liest sich Humboldts Bemerkung über die Konventionstheorie der Sprache: 

„Den nachteiligsten Einfluss auf die interessante Behandlung jedes Sprachstudiums hat die beschränkte Vorstellung ausgeübt, dass die Sprache durch Konvention entstanden, und das Wort nichts als Zeichen einer unabhängig von ihm vorhandenen Sache, oder eines ebensolchen Begriffs ist. Diese bis auf einen gewissen Punkt freilich unleugbar richtige, aber weiter hinaus auch durchaus falsche Ansicht tötet, sobald sie herrschend zu werden anfängt, allen Geist und verbannt alles Leben, und ihr dankt man die so häufig wiederholten Gemeinplätze: […] dass jede Sprache, wenn man sich ihrer nur recht zu bedienen weiß, ungefähr gleich gut ist […] die Sprache ist ein eignes und selbstständiges Wesen, ein Individuum, die Summe aller Wörter, die Sprache, ist eine Welt, die zwischen der erscheinenden außer, und der wirkenden in uns in der Mitte liegt […]“

Unterschiedliche Sprachen bedingen für die von ihnen bezeichneten Begriffe unterschiedliche Assoziationsräume. Deshalb ginge eine Ersetzung von spezifischen Sprachzeichen durch mathematische Universalien am Wesen der Sprache vorbei, „die eben nur als je besondere greifbar wird.“ Selbst die zur Bezeichnung empirischer Gegenstände benutzten Wörter sind in verschiedenen Sprachen nie vollkommene Synonyma; umso mehr gilt dies bei Bezeichnungen für Gedanken und Empfindungen mit noch unbestimmteren Umrissen. So hängt die Sprache als ein nie abgeschlossenes organisches Ganzes für Humboldt eng mit der Individualität und den Denkstilen der sie Sprechenden zusammen.
Ein in diesem Sinne besonders fruchtbares Zusammentreffen von Gedankensphären hat das Tegeler Brüderpaar miteinander erlebt – und die Nachwelt davon profitieren lassen. Wilhelm entwickelte aufgrund seiner politischen Ämter mehr preußischen Patriotismus und vermisste diesen bei dem lange Zeit in Paris weilenden Alexander gelegentlich. Doch im Grunde ging beiden jegliche vaterländische Borniertheit ab, und bei ihrer wissenschaftlichen Arbeit einte sie ihr kosmopolitischer Ansatz. Herbert Scurla sah in den nachstehenden Sätzen Wilhelm von Humboldts, auf die Alexander im „Kosmos“ ausdrücklich verwiesen hat, ein gemeinsames Vermächtnis der Humboldt-Brüder:

„Wenn wir eine Idee bezeichnen wollen, die durch die ganze Geschichte hindurch in immer mehr erweiterter Geltung sichtbar ist; wenn irgendeine die vielfach bestrittene, aber noch vielfacher missverstandene Vervollkommnung des ganzen Geschlechtes beweist: so ist es die Idee der Menschheit, das Bestreben, die Grenzen, welche Vorurteile und einseitige Ansichten aller Art feindselig zwischen die Menschen gestellt, aufzuheben; und die gesamte Menschheit ohne Rücksicht auf Religion, Nation und Farbe als einen großen, nahe verbrüderten Stamm, als ein zur Erreichung eines Zweckes, der freien Entwicklung innerer Kraft, bestehendes Ganzes zu behandeln. Es ist dies das letzte, äußere Ziel der Geselligkeit und zugleich die durch seine Natur selbst in ihn gelegte Richtung des Menschen auf unbestimmte Erweiterung seines Daseins.“

### Nachkommen
Caroline und Wilhelm von Humboldt hatten acht Kinder:
- Caroline von Humboldt (* 16. Mai 1792; † 19. Januar 1837)
- Wilhelm von Humboldt (* 5. Mai 1794; † 15. August 1803)
- Eduard Emil Theodor von Humboldt-Dachroeden (* 19. Januar 1797; † 26. Juli 1871) ⚭ Mathilde von Heineken (* 4. Mai 1800; † 19. September 1881), ab dem 3. Oktober 1809 von Humboldt genannt Dachroeden[58]
- Aurora Raffaele Adelheid von Humboldt (* 17. Mai 1800; † 14. Dezember 1856)  ⚭ August von Hedemann (1785–1859)
- Gabriele von Humboldt (1802–1887) ⚭ Heinrich von Bülow (1792–1846)
- Louise von Humboldt (* 2. Juli 1804; † 18. Oktober 1804)
- Gustav von Humboldt (* 7. Januar 1806; † 12. November 1807)
- Hermann von Humboldt (* 23. April 1809; † 29. Dezember 1870) ⚭ Eleonore Camilla Priscilla von Reitzenstein (* 27. Mai 1826; † 16. Dezember 1871), aus dem Haus Schwarzenstein

## Philosoph von eigener Art
Den diversen Wirkungsfeldern, in denen sich Wilhelm von Humboldt erprobt und Bedeutung erlangt hat, ist auch die Philosophie zuzurechnen, wie Volker Gerhardt zeigt. Als wichtiger Zeuge für Humboldts philosophischen Rang ist John Stuart Mill anzuführen, der ihn in seinem kanonischen Werk On Liberty („Über die Freiheit“) in eine Linie mit Sokrates stellte und ihn zu den bedeutendsten Philosophen überhaupt zählte. Der für Sokrates entscheidenden Verbindung von Individualität, Freiheit und Öffentlichkeit in Verbindung mit dem Anspruch auf Wahrheit und Wissen setzte Mill das Komplementärgefüge aus Freiheit, Vielfalt und Selbstbestimmung hinzu. Dieser Zusammenhang, stellte Mill fest, sei sonst nur in Humboldts Bildungslehre zu finden. Für Volker Gerhardt wird damit klar, „dass Humboldt zusammen mit Sokrates der wichtigste Gewährsmann für Mills Begründung seiner Freiheitstheorie ist.“
Humboldt unterscheidet sich laut Gerhardt von den Vertretern der modernen politischen Philosophie darin, dass von ihm nicht Probleme der Legitimation, der Gerechtigkeit, der Regierungsform oder der Abgrenzung von Politik und Moral vorrangig behandelt würden, sondern dass er – die Rechtmäßigkeit der Regierungsform und des Regierungshandelns bereits voraussetzend – mit der Frage befasst sei, „was ein gut legitimierter und auf das Wohl der Menschen bedachter Staat zur bestmöglichen Entfaltung der Kräfte seiner Bürger beitragen kann! […] Seine Aufmerksamkeit ist darauf gerichtet, was einen legitimen Staat zu einem guten Staat macht!“ Humboldts Kriterium dafür erweise sich als „unerhörter Paradigmenwechsel“, indem er allein auf die Zufriedenheit der Bürger als Maßstab abstelle: „Humboldt wagt es, Glück und Zufriedenheit der Menschen an eine Bedingung zu knüpfen, für die niemals bloß der Staat, sondern immer auch die mit Lust betriebene Anstrengung des Einzelnen verantwortlich ist: Und eben das ist die mit dem Begriff der Bildung umschriebene Entfaltung der besten Kräfte des Einzelnen.“ Schaffe es der Staat, seinen Bürgern diesen Spielraum zu bieten, dann könne er selbst auch mit einer Steigerung seiner Möglichkeiten rechnen, so Gerhardt in seiner Auslegung Humboldts weiter. „Wenn Partizipation das Grundprinzip des Politischen ist, dann hat sie bei Wilhelm von Humboldt erstmals eine alle Teile umfassende dynamische Form gefunden.“ Allein so angelegte Staatswesen würden aber auch auf Dauer als legitim angesehen: „Nur wenn es den Staaten gelingt, die Bildung zu fördern, so dass jeder zu einer produktiven Gestaltung seines eigenen Daseins finden kann, darf man hoffen, dass auch die Legitimität des Gemeinwesens Bestand hat.“
Humboldts frühe philosophische Schriften, darunter auch Über den Geschlechtsunterschied und dessen Einfluss auf die organische Natur sowie Über die männliche und weibliche Form, zielen nicht auf Themen der zeitgenössischen Schulphilosophie, sondern erweisen ihn, so Gerhardt, als einen von den eigenen Problemen ausgehenden Denker sui generis. „Individualität, Universalität, Leben und sich selbst begreifender Geist sind die vier Dimensionen, um deren integrale Verbindung es Wilhelm von Humboldt in seinen philosophischen Schriften geht.“ In ihnen würden Lösungen geboten, „die von der Philosophie der Gegenwart endlich zur Kenntnis zu nehmen sind, damit sie kritisch geprüft und systematisch bearbeitet werden können.“ Die Gründe, warum Fachphilosophen Humboldt reserviert begegneten, sieht Gerhardt darin, dass dieser zum Teil scheinbar Randständiges behandle und nicht immer erkennen lasse, zu welchem fachspezifischen Gegenstand er etwas beisteuern wolle. Man müsse ihn darum „wie einen Schatz aus Gedanken bergen, die nicht zu den zentralen Lehrstücken der Philosophie gehören.“ Ähnlich urteilt Georg Zenkert über die als Bruchstücke vorliegenden bildungstheoretischen Schriften Wilhelm von Humboldts, die ihren Zweck als Wegweiser vollständig erfüllten: „Fragmentarisch ist weniger das Werk Humboldts als seine Rezeption.“

## Menschenbild in Schriftenauszügen
Humboldts Vorstellungen und Schriften haben in Fragen der Bildung, Identität und Sprache teils lang anhaltende Nachwirkung entfaltet. Es handelte sich dabei oft mehr um Leitskizzen und thematische Einführungen als um detailliert ausgeführte Konzepte. Michael Maurer sieht zentrifugale Tendenzen im vielfältigen und zersplitterten Werk Humboldts und diesbezüglich eine „erstaunliche Sorglosigkeit“. Doch sei es Humboldt weniger um seine Wirkung auf andere gegangen als um die Gewinnung eigenen Seins. Er habe Wirkung als sekundären Aspekt behandelt, der sich gleichsam zwangsläufig einstelle, wenn genügend Substanz vorhanden sei. Sein Werk habe er nicht so sehr in seinen Schriften, sondern in seinem Leben gesehen. „Er stilisierte seine Biographie, sich selbst, zu einem Vorbild, an dem man lernen konnte – und lernen kann.“ Humboldt zielte in allem auf das große Ganze des Menschseins. Seinen Sprachwendungen war und ist dabei nicht immer leicht zu folgen.

### Bildung als individuelle Bestimmung
Im Zentrum von Humboldts Denken und Streben stand Bildung sowohl als persönliche Aufgabe wie auch als gesellschaftspolitisch bestmöglich auszuführende Staatsaufgabe, der er sich als ins Amt berufener Reformer wie gezeigt nach Kräften gewidmet hat. In seinen Schriften finden sich noch Reflexionen und Hinweise, die seine diesbezüglichen Beweggründe in erweiterter Form deutlich werden lassen.

„Die letzte Aufgabe unseres Daseyns: dem Begriff der Menschheit in unserer Person, sowohl während der Zeit unseres Lebens, als auch noch über dasselbe hinaus, durch die Spuren des lebendigen Wirkens, die wir zurücklassen, einen so großen Inhalt, als möglich, zu verschaffen, diese Aufgabe löst sich allein durch die Verknüpfung unsres Ichs mit der Welt zu der allgemeinsten, regesten und freiesten Wechselwirkung. Diess allein ist nun auch der eigentliche Massstab zur Beurtheilung der Bearbeitung jedes Zweiges menschlicher Erkenntniss. Denn nur diejenige Bahn kann in jedem die richtige seyn, auf welcher das Auge ein unverrücktes Fortschreiten bis zu diesem letzten Ziele zu verfolgen im Stande ist, und hier allein darf das Geheimniss gesucht werden, das, was sonst ewig todt und unnütz bleibt, zu beleben und zu befruchten.“

„Der Mensch soll seinen Charakter, den er einmal durch die Natur und die Lage empfangen hat, beibehalten, nur in ihm bewegt er sich leicht, ist er thätig und glücklich. Darum soll er aber nicht minder die allgemeinen Forderungen der Menschen befriedigen und seiner geistigen Ausbildung keinerlei Schranken setzen. […] Der Mensch kann wohl in einzelnen Fällen und Perioden seines Lebens, nie aber im Ganzen Stoff genug sammeln. Je mehr Stoff er in Form, je mehr Mannigfaltigkeit in Einheit verwandelt, desto reicher, lebendiger, kraftvoller, fruchtbarer ist er. Eine solche Mannigfaltigkeit aber giebt ihm der Einfluss vielfältiger Verhältnisse. Je mehr er sich demselben öfnet, desto mehr neue Seiten werden in ihm angespielt, desto reger muss seine innere Thätigkeit seyn, dieselben einzeln auszubilden, und zusammen zu einem Ganzen zu verbinden.“

### Über Geschlechterunterschiede
Bereits in den Gesprächen mit Friedrich Schiller während der Zeit in Jena suchte Humboldt zu klären, wie sich gemäß der Idee vom „ganzen Menschen“ das männliche und weibliche Element in mannigfaltigen Variationen beim jeweiligen Individuum verbänden. Dazu verfasste er zwei Aufsätze, die beide 1795 in den Horen erschienen.

„Die zeugende Kraft ist mehr zur Einwirkung, die empfangende mehr zur Rückwirkung gestimmt. Was von der ersteren belebt wird, nennen wir männlich, was die letztere beseelt weiblich. Alles Männliche zeigt mehr Selbstthätigkeit, alles Weibliche mehr leidende Empfänglichkeit. Indess besteht dieser Unterschied nur in der Richtung, nicht in dem Vermögen. […] Gerade durch diese Verschiedenheit thun sie der Forderung der Natur ein Genüge. Sollte der Zerstörung drohenden Heftigkeit der männlichen Kraft eine andere entgegengestellt werden, so durfte es keine gleichartige seyn. […] Indem nun alles Männliche angestrengte Energie, alles Weibliche beharrliches Ausdauern besitzt, bildet die unaufhörliche Wechselwirkung von beiden die unbeschränkte Kraft der Natur, deren Anstrengung nie ermattet, und deren Ruhe nie in Unthätigkeit ausartet.“

„Durchaus ist die Gestalt der Weiber sprechender, als die männliche; und, der Harmonie einer seelenvollen Musik ähnlich, sind alle ihre Bewegungen feiner und sanfter modulirt, da auch hier der Mann eine grössere Heftigkeit und Schwere verräth. […] Aber nicht die Gestalt allein, auch die Stimme, die noch mächtiger ist, unmittelbar die Empfindung zu wecken, trägt dieselbe Eigenthümlichkeit in beiden Geschlechtern an sich. Sanfter und melodischer, aber in mannigfaltiger wechselnden Schwingungen ertönt sie aus dem Munde des Weibes; einfacher, aber eindringender und stärker aus dem Munde des Mannes, und beide drücken die Gefühle ihrer Seele ihrem Charakter gemäss aus.“

Berglar sah in diesen Veröffentlichungen ein Ventil Humboldts, um seine spezifische Erotik wissenschaftlich zu sublimieren.

### Über Geschichtsschreibung
Humboldts Betrachtungen zu den „bewegenden Ursachen in der Weltgeschichte“ und zu einer stimmigen Geschichtsschreibung entstanden nach seinem Ausscheiden aus dem diplomatischen Dienst. Als „Ursachen der Weltbegebenheiten“ bestimmte er jeweils eine der folgenden drei: die Natur der Dinge, die Freiheit des Menschen und die Fügung des Zufalls.

„Zwei Dinge sind es, welche der Gang dieser Untersuchung festzuhalten getrachtet hat: dass in Allem, was geschieht, eine nicht unmittelbar wahrnehmbare Idee waltet, dass aber diese Idee nur an den Begebenheiten selbst erkannt werden kann. Der Geschichtsschreiber darf daher nicht, Alles allein in dem materiellen Stoff suchend, ihre Herrschaft von seiner Darstellung ausschließen; er muss aufs mindeste den Platz zu ihrer Wirkung offen lassen; er muss ferner, weiter gehend, sein Gemüth empfänglich für sie und regsam erhalten, sie zu ahnden, und zu erkennen; aber er muss vor allen Dingen sich hüten, der Wirklichkeit eigenmächtig geschaffene Ideen anzubilden, oder auch nur über dem Suchen des Zusammenhanges des Ganzen etwas von dem lebendigen Reichtum des Einzelnen aufzuopfern. Diese Freiheit und Zartheit der Ansicht muss seiner Natur so eigen geworden seyn, dass er sie zur Betrachtung jeder Begebenheit mitbringt; denn keine ist abgesondert vom allgemeinen Zusammenhange, und von Jeglichem, was geschieht, liegt, wie oben gezeigt worden, ein Theil ausser dem Kreis unmittelbarer Wahrnehmung. Fehlt dem Geschichtsschreiber jene Freiheit der Ansicht, so erkennt er die Begebenheiten nicht in ihrem Umfang, und ihrer Tiefe; mangelt ihm die schonende Zartheit, so verletzt er ihre einfache und lebendige Wahrheit.“

Für den Historiker Lothar Gall gehen Humboldts diesbezügliche Vorstellungen insgesamt „weit über das irgend Praktikable hinaus“. Es handle sich um ein Idealbild, dem das Werk keines Historikers entsprechen könne, und Humboldt selbst habe auch nie ein größeres historiographisches Werk in Angriff genommen, das seine theoretischen Forderungen auch nur ansatzweise eingelöst hätte. Einen Grund dafür sieht Michael Maurer in Humboldts von „platonischen Denkformen“ (siehe Ideenlehre) grundiertem Kulturverständnis und Geschichtsdenken. Die Größe seines Wollens habe vielfach dazu geführt, dass er in Entwürfen stecken blieb. Mitursache sei ein methodisches Problem gewesen: Während sein Bruder Alexander wegweisende Naturerkenntnis schon durch Sammeln, Beobachten und Analysieren gewinnen konnte, mühte Wilhelm sich ab „mit der platonischen Objektivierung eines Subjektiven, dessen Subjektivität er klar erkannt hatte, dessen literarische Darstellung ihm jedoch nicht gelingen wollte, solange er das Individuelle fernzuhalten suchte.“ Den historiographischen Ansatz Wilhelm von Humboldts weitergeführt habe Leopold von Ranke als Begründer einer geschichtswissenschaftlichen Schule, „die durchtränkt war von Humboldtschem Geschichtsdenken.“

## Ehrungen
1814 erhielt er das Eiserne Kreuz I. Klasse am weißen Bande. Der Schwarze Adlerorden, höchster preußischer Orden, wurde ihm von König Friedrich Wilhelm III. am 15. September 1830 verliehen.
Im August 1815 wurde ihm der Dannebrogorden verliehen.
1822 wurde Humboldt in die American Academy of Arts and Sciences und in die American Philosophical Society gewählt. 1825 wurde er auswärtiges Mitglied (associé étranger) der Académie des Inscriptions et Belles-Lettres.
Paul Martin Otto schuf 1883 das Sitzbild vor dem Hauptgebäude der Humboldt-Universität zu Berlin.
Der Mondkrater Humboldt wurde 1935 von der Internationalen Astronomischen Union offiziell nach Wilhelm von Humboldt benannt.
Die Deutsche Gesellschaft für Sprachwissenschaft vergibt alljährlich den Wilhelm von Humboldt-Preis.

## Werke
- Sokrates und Platon über die Gottheit. 1787–1790
- Ideen zu einem Versuch, die Gränzen der Wirksamkeit des Staats zu bestimmen (Geschrieben 1792; der gesamte Text wurde erst postum, 1851, aus dem Nachlass publiziert) Digitalisat und Volltext im Deutschen Textarchiv
- Über den Geschlechtsunterschied und dessen Einfluss auf die organische Natur. 1794
- Über männliche und weibliche Form. 1795
- Plan einer vergleichenden Anthropologie. 1797
- Das achtzehnte Jahrhundert. 1797
- Ästhetische Versuche. Erster Theil. Über Göthe's Herrmann und Dorothea. Braunschweig: Vieweg, 1799 (www.zeno.org)
- Latium und Hellas. 1806
- Rom. Elegie. 1806
- Geschichte des Verfalls und Untergangs der griechischen Freistaaten. 1807–1808
- Denkschrift über die äußere und innere Organisation der höheren wissenschaftlichen Anstalten in Berlin. 1808–1809
- Über den zukünftigen Zustand Deutschlands. 1813 (Denkschrift)
- Pindars „Olympische Oden“. Übersetzung aus dem Griechischen, 1816
- Aischylos’ „Agamemnon“. Übersetzung aus dem Griechischen, 1816
- Über das vergleichende Sprachstudium in Beziehung auf die verschiedenen Epochen der Sprachentwicklung. 1820
- Über die Aufgabe des Geschichtsschreibers. 1821
- Über die Entstehung der grammatischen Formen und ihren Einfluss auf die Ideenentwicklung. 1822
- Über die Buchstabenschrift und ihren Zusammenhang mit dem Sprachbau. 1824
- Bhagavad-Gitá. 1826
- Über den Dualis. 1827
- Über die Sprache der Südseeinseln. 1828
- Über Schiller und den Gang seiner Geistesentwicklung. 1830
- Rezension von Goethes Zweitem römischem Aufenthalt. 1830
- Über die Verschiedenheit des menschlichen Sprachbaus und ihren Einfluss auf die geistige Entwicklung des Menschengeschlechts. 1836
- Über die Kawi-Sprache auf der Insel Java, 1838, Band 1, Band 2, Band 3.
- Sonette, Gedichtesammlung, mit Vorwort von Alexander v. Humboldt, mit der Bemerkung „ursprünglich nicht zu Veröffentlichung bestimmt“; gestochenes Porträt als Vorsatz, Erste Auflage postum, Vorwort von Alexander v. Humboldt, Berlin, bei Georg Reimer, 1853, 352 S. .

Werkausgaben
- Gesammelte Schriften. Ausgabe der Preußischen Akademie der Wissenschaften, hrsg. von Albert Leitzmann, Berlin 1903–1936, Nachdruck 1968.
- Wilhelm von Humboldt. Werke in fünf Bänden. Hrsg. v. Andreas Flitner und Klaus Giel. Wissenschaftliche Buchgesellschaft, Darmstadt (Bd. I: Schriften zur Anthropologie und Geschichte, 3., gegenüber der 2. unveränd. Aufl. 1980), (Bd. II: Schriften zur Altertumskunde und Ästhetik. Die Vasken, 3., gegenüber der 2. unveränd. Aufl. 1979), (Bd. III: Schriften zur Sprachphilosophie, 4. unveränd. Aufl. 1963), (Bd. IV: Schriften zur Politik und zum Bildungswesen, 2., durchges. Aufl. 1964), (Bd. V: Kleine Schriften, Autobiographisches, Dichtungen, Briefe, Kommentare und Anmerkungen zu Band I-V, Anhang).
- Werke in fünf Bänden. Studienausgabe, Darmstadt 2002

Wilhelm von Humboldt. Schriften zur Sprachwissenschaft
Herausgegeben von Kurt Mueller-Vollmer, Tilman Borsche, Bernhard Hurch, Jürgen Trabant und Gordon Whittaker. Betreut durch die Berlin-Brandenburgische Akademie der Wissenschaften, Paderborn: Ferdinand Schöningh 1994 ff. (bisher 8 Bände)
Einzelausgaben
- Über die Verschiedenheit des menschlichen Sprachbaues und ihren Einfluß auf die geistige Entwicklung des Menschengeschlechts. Paderborn 1998
- Über die Sprache. Reden vor der Akademie. Tübingen 1994
- Bildung und Sprache. 5. durchges. Auflage, Paderborn 1997
- Ideen zu einem Versuch, die Grenzen der Wirksamkeit des Staats zu bestimmen. Stuttgart 1986

Briefe
- Wilhelm von Humboldt. Briefe: historisch-kritische Ausgabe. Hrsg. und kommentiert von Philip Mattson. Abt. 1 Bd. 1: 1781 bis Juni 1791. Berlin 2014
- Wilhelm von Humboldt. Briefe: historisch-kritische Ausgabe. Hrsg. und kommentiert von Philip Mattson. Abt. 1 Bd. 2: Juli 1791 bis Juni 1795. Berlin 2015
- Wilhelm von Humboldt. Briefe: historisch-kritische Ausgabe. Hrsg. und kommentiert von Philip Mattson. Abt. 1 Bd. 3: Juli 1795 bis Juni 1797. Berlin 2017
- Wilhelm von Humboldt. Briefe an Friedrich August Wolf. Textkritisch hrsg. und kommentiert von Philip Mattson. Berlin, New York 1990
- Briefe von Wilhelm von Humboldt an eine Freundin, mit einer Faksimile Humboldt's, anonyme Herausgabe: Therese von Bacheracht, F. A. Brockhaus, Leipzig, 1847, 2. Auflage 1848
- Briefe von Wilhelm von Humboldt an eine Freundin. Mit einer Einleitung von Ludwig Geiger. Stuttgart 1884. Nachdruck: Bremen 2012
- Neue Briefe Wilhelm von Humboldts an Schiller 1796–1803. Bearb. und hrsg. von Friedrich Clemens Ebrard. Berlin 1911. Nachdruck: Paderborn 2011
- Wilhelm und Caroline von Humboldt in ihren Briefen. Hrsg. von Anna von Sydow. 7 Bände. Leipzig 1910–1916

## Film und Fernsehen
- Chef der Gelehrsamkeit – Wilhelm von Humboldt (Deutscher Fernsehfunk 1983, Regie: Wolf-Dieter Panse, mit Horst Schulze als Wilhelm von Humboldt)
- The Jürgen Trabant Wilhelm von Humboldt Lectures, Rouen Ethnolinguistics Project. Rouen Ethnolinguistics Project.